# 홍콩의 문화

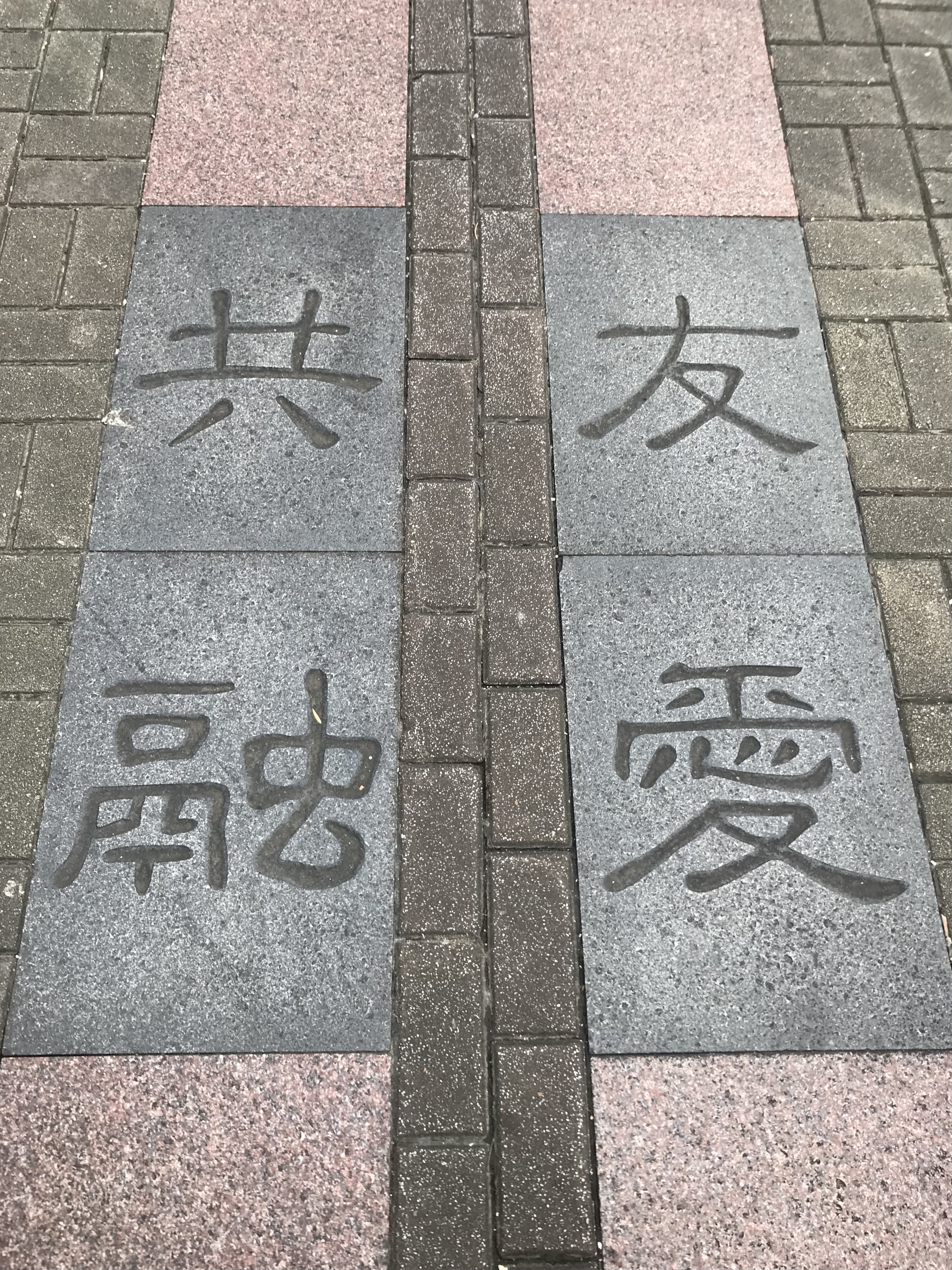
포괄성과 화합. 홍콩 위안랑 땅에 쓰여진 단어들

홍콩의 문화는 주로 영남 광둥어 뿌리와 1841년부터 1997년까지의 영국 식민지로서의 홍콩의 지위에서 비롯된 중국과 서양의 영향이 혼합된 형태이다(Jyutping: Jyut6 zeoi6; 번체자: 粵英薈萃). "아시아의 세계 도시"라고 불리는 국제 금융 중심지로서 현대 홍콩은 또한 전 세계로부터 많은 국제적인 영향을 흡수했다. 게다가 홍콩에는 원주민과 남 및 동남아시아 출신의 소수 민족이 있으며, 이들의 문화는 모두 현대 홍콩 문화에서 필수적인 부분을 차지한다. 그 결과, 1997년 주권 이양 이후, 홍콩은 일국양제의 틀 안에서 독특한 정체성을 계속 발전시켜 왔다.

## 언어 및 문자 체계

### 구어
영어와 중국어는 홍콩의 두 공용어이다. 영국 식민지 시대에는 영어가 1978년까지 유일한 공용어였지만, 홍콩에서 강력한 제2언어로 남아 있다. 홍콩 인구의 대다수는 광둥성 출신 이주민의 후손이므로, 대다수는 표준 광둥어 또는 기타 월어 방언을 모국어로 사용하며, 소수의 하카어 화자나 민난어의 차오저우 방언 화자가 있다. 또한 서양 및 기타 아시아 국가에서 온 이민자와 외국인들은 홍콩의 언어 및 인구 다양성에 크게 기여했다.

#### 홍콩 광둥어
홍콩 광둥어는 홍콩에서 사용되는 광둥어(粵)이다. 홍콩 토착어 중 하나는 아니지만, 오늘날 홍콩에서 가장 널리 사용되는 언어이다. 홍콩식 광둥어는 영어에서 온 많은 외래어를 포함하며, 지난 수십 년 동안 일본이 홍콩의 가장 큰 무역 파트너 중 하나였고 일본 대중문화의 인기로 인해 일본어에서도 일부 외래어가 유입되었다. 그럼에도 불구하고 홍콩 광둥어는 여전히 중국 본토 광둥인 또는 광둥인 혈통의 화교가 사용하는 광둥어와 상호 이해가 가능하다. 광둥어는 또한 홍콩 문화 제품(팝송, 영화 등)에서 주로 사용되는 언어이기도 하다.
홍콩 광둥어의 독특한 특징 중 하나는 영국 문화의 영향으로 홍콩인들이 광둥어에 영어 단어를 섞어 사용하는 습관이 있다는 점인데, 이는 "콩글리쉬"라는 새로운 화법을 낳았다.

#### 비광둥어계 한어 방언
하카어(Jyutping: Haak3 gaa1 waa2; 번체자: 客家話)는 신제의 많은 위안춘(Jyutping: Wai4 cyun1; 번체자: 圍村)과 홍콩의 하카족 공동체에서 흔히 사용되는 홍콩 원주민 언어 중 하나이다. 하카어는 광둥어 및 만다린어와 마찬가지로 중국어 어족의 구성원이지만, 상호 이해 가능성이 거의 없다. 하카족은 또한 전통 건축, 음악, 요리 및 기타 관습 면에서 광둥어와 다른 독특한 문화를 가지고 있다.
웨이타우어(Jyutping: Wai4 tau4 waa2; 번체자: 圍頭話)는 홍콩의 또 다른 토착어로, 주로 신계의 위안춘에 사는 노년층이 사용한다. 마지막으로, 어촌 촌락 출신의 단가족(Jyutping: Daan6 gaa1 jan4; 번체자: 蜑家人)은 홍콩 원주민의 또 다른 집단이다. 이들의 언어인 단가어(Jyutping: Daan6 gaa1 waa2; 번체자: 蜑家話)는 독자적인 광둥어 방언을 가지고 있으며, 홍콩 토착어의 또 다른 형태이다.

#### 정부 언어 정책
1997년 반환 이후, 정부는 "두 가지 문자 체계와 세 가지 언어(兩文三語)"(Jyutping: Loeng3 man4 saam1 jyu5; 번체자: 兩文三語) 정책을 채택했다. 이 원칙에 따라 "중국어"(다소 모호하게)와 영어를 모두 공용어로 인정해야 하며, 광둥어는 홍콩에서 사실상의 중국어 공식(적어도 구어) 방언으로 인정하면서도 특정 경우에 만다린어(Jyutping: Pou2 tung1 waa2; 번체자: 普通話)의 사용을 허용한다.

### 문자 체계

광둥어로 쓰여진 정치 광고

문자 측면에서 홍콩인들은 번체자를 사용하여 글을 쓰는데, 이는 제국 시대부터 사용된 다양한 변형 및 고전 문자를 다양한 상황에서 사용할 뿐만 아니라 정부 문서 및 대부분의 문학 작품이 쓰여진 언어인 만다린어 기반 구어체 중국어의 모든 단어를 포함한다. 홍콩인들이 발명한 광둥 문자의 도움으로 이제 광둥어를 문자 그대로 쓸 수 있으며, 쓰기 광둥어는 21세기 전환기 이후, 특히 인터넷 포럼 및 광고와 같은 비공식적인 분야에서 더욱 널리 보급되고 있다.

## 문화적 정체성
156년간의 별도의 영국 식민지 통치와 영남의 나머지 지역으로부터의 정치적 분리는 독특한 지역 정체성을 낳았다. 전통 광둥 문화 요소와 영국 영향이 홍콩을 법, 정치, 교육, 언어, 요리, 사고 방식 등 도시의 모든 측면에서 형성했다. 이러한 이유로 많은 홍콩인들은 자신들의 문화(1000년의 역사를 가진 광둥어, 풍부한 전통 노래와 시의 유산 등)를 자랑스러워하며, 중국 본토의 한족(문화가 독자적으로 발전했다)과 구별하기 위해 일반적으로 자신들을 "홍콩인"(Jyutping: Hoeng1 gong2 yan4; 번체자: 香港人)이라고 부른다. 홍콩인들이 자신들의 독특한 정체성과 국적을 주장하는 의식은 시간이 지남에 따라 증가했다. 이는 홍콩인과 본토인 간의 갈등 현상이 증가했기 때문이다.
학자 캄 루이(Kam Louie)는 홍콩의 식민지 과거를 "중국성을 '서양인'을 위해 해석하고 서양성을 중국인을 위해 번역하는 번역 공간"을 만들어냈다고 묘사했다.
홍콩 반환 이후, 홍콩 대학은 홍콩 주민들을 대상으로 자신을 어떻게 정의하는지에 대해 설문조사를 실시했다. 2022년 6월에 발표된 최신 여론조사에서 응답자의 39.1%는 홍콩인, 31.4%는 중국 내 홍콩인, 17.6%는 중국인, 10.9%는 홍콩 내 중국인, 42.4%는 혼합 정체성으로 응답했다. 2023년 퓨 리서치 설문조사에서 홍콩 성인들은 중국인과 홍콩인 모두로 자신을 인식하는 경향이 가장 높았으며(53%), 주로 홍콩인으로 인식하는 응답자(36%), 오직 중국인으로 인식하는 응답자(10%)가 그 뒤를 이었다.
홍콩의 '정체성 위기'는 '원래' 홍콩인과 본토 중국 간의 갈등 때문에만 발생한 것이 아니다. 홍콩이 어촌 촌락에서 국제 금융 도시로 발전하면서 많은 중산층 개인들은 서양 또는 국제적인 생활 방식과 문화를 갈망했다. 동서양, 옛것과 새것의 혼합은 홍콩인들에게 다양한 선택을 제공했지만 동시에 혼란을 주었다. 급속한 성장과 번영과 인구 증가는 세계가 세계화의 영향을 받던 1960년대부터 1980년대에 일어났다.

## 사회

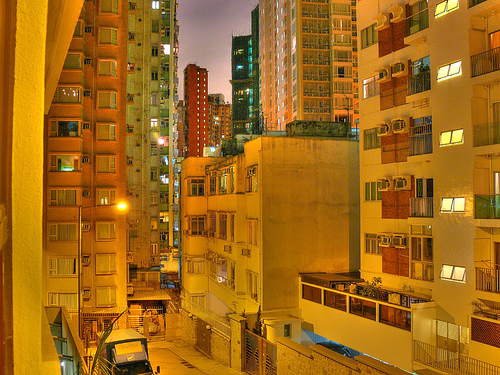
해피밸리 아파트 단지

홍콩에서는 "가족 연대", "예의", "체면 세우기"와 같은 전통적인 유교적 가치가 사람들의 마음에 중요한 비중을 차지한다. 홍콩의 주류 문화는 이웃 광둥성("광둥어로는 Gwongdung")의 광둥인과 그들의 문화에서 파생되고 크게 영향을 받는데, 이는 다른 한족 문화와는 상당히 다르다. 홍콩에는 또한 하카족, 푸젠족, 차오저우족, 상하이족의 작은 공동체도 있다.
구조적으로 사람들의 관계를 정의한 최초의 법률 중 하나는 1972년에 통과된 홍콩 혼인 조례였다. 이 법은 축첩과 동성결혼을 금지하고 한 명의 배우자만을 허용하는 이성애 관계에 대한 엄격한 선언으로 선례를 세웠다. 다른 경제적 변화로는 양 부모가 모두 일하여 도움이 필요한 가정이 포함된다. 특히, 외국인 가사 도우미는 1980년대 후반부터 가정의 필수적인 부분이 되었다.

## 건축
건축 면에서 홍콩은 광둥어, 영국, 토착 영향을 보여준다. 홍콩은 여러 가지 건축 양식을 가지고 있으며, 가장 두드러진 것은 광둥 건축과 영국 건축이다. 전자는 광둥인 혈통의 많은 사람들의 존재 때문이며, 후자는 영국이 도시의 통치자였기 때문에 정부 건물에서 가장 흔히 볼 수 있다. 홍콩의 원주민들도 자신들의 양식, 즉 위안춘과 팡욱을 가지고 있다. 홍콩에서 발견되는 주요틀:According to whom 건축 양식은 다음과 같다.

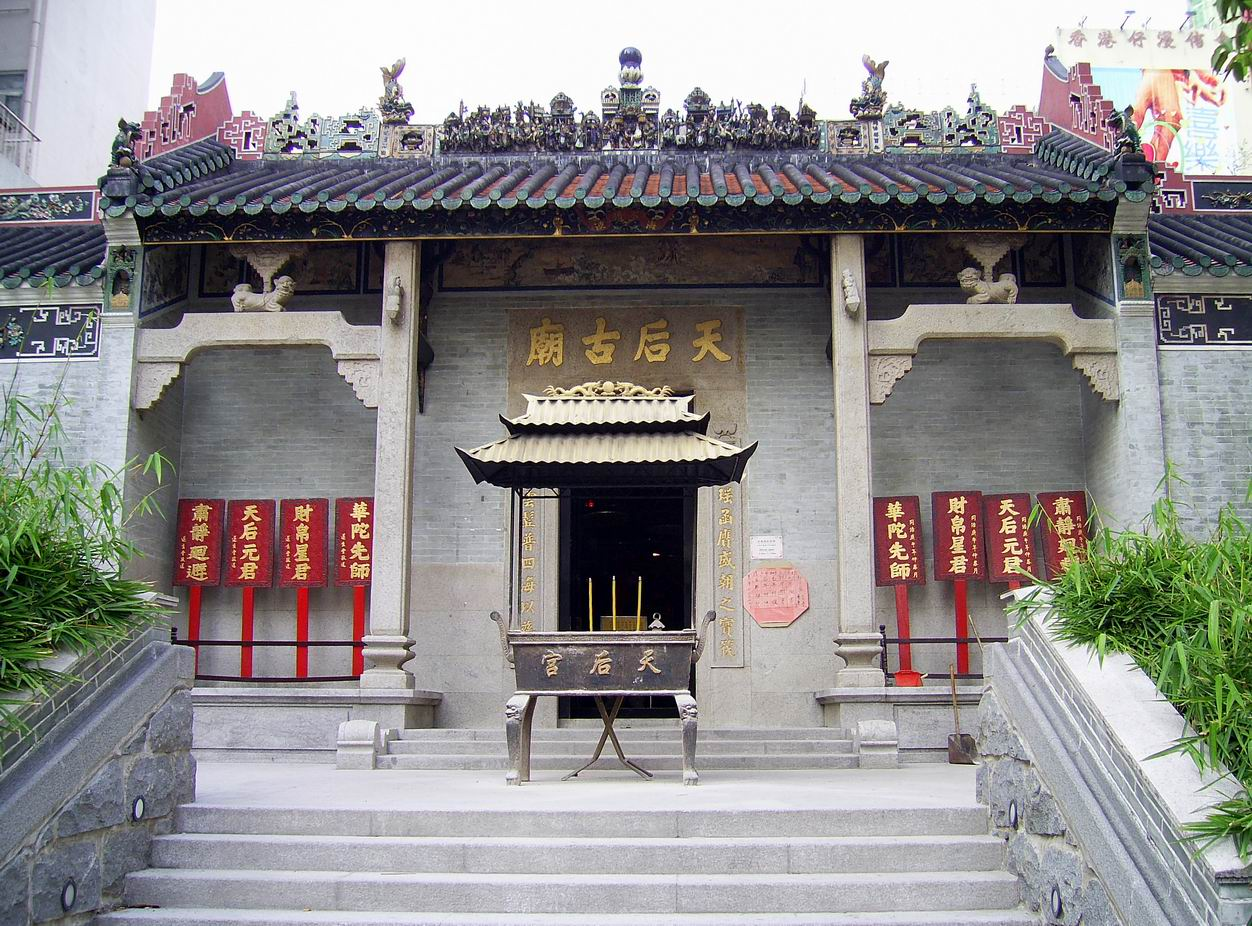
섹파이완에 있는 마조 사원; 연한 색상, 직사각형 구조, 부조 사용 등 고전적인 영남 양식의 특징을 명확하게 보여준다.
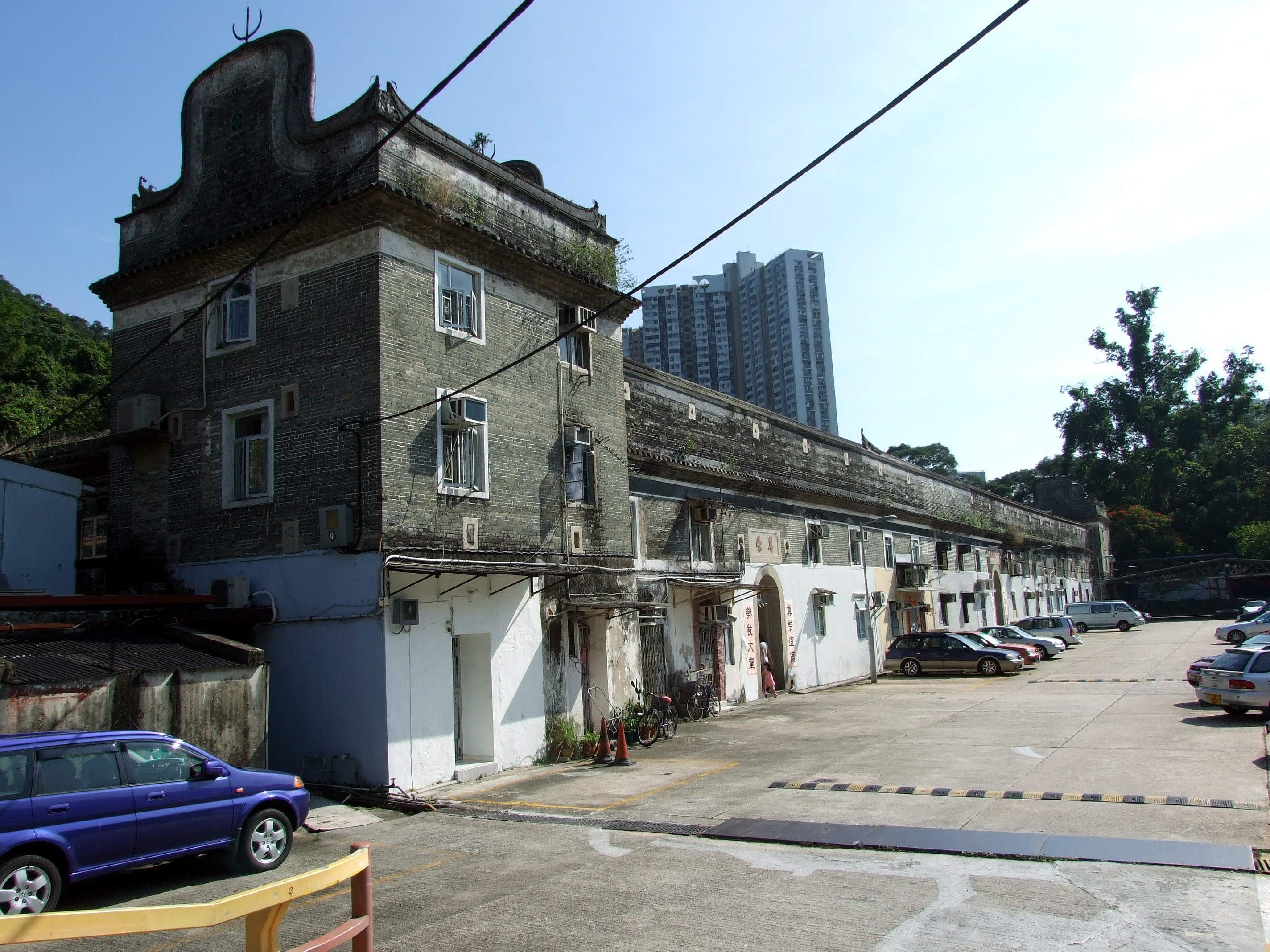
사틴의 쩡타이욱; 웍이욱으로서 독특한 영남(광둥) 건축물이다.
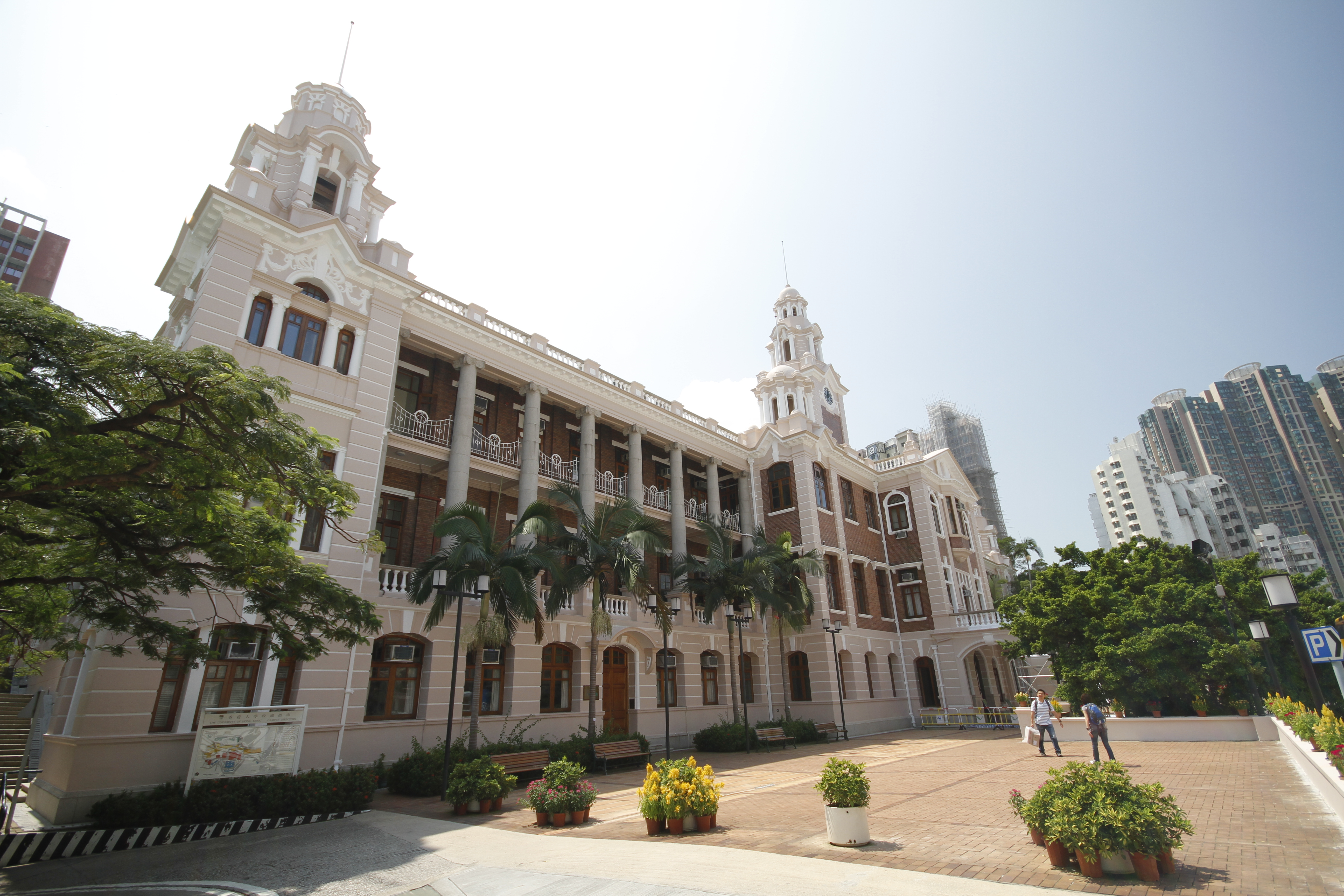
홍콩 대학 본관; 이전 영국 식민지였던 홍콩은 당연히 특히 정부 건물에서 많은 영국 건축물을 가지고 있다.
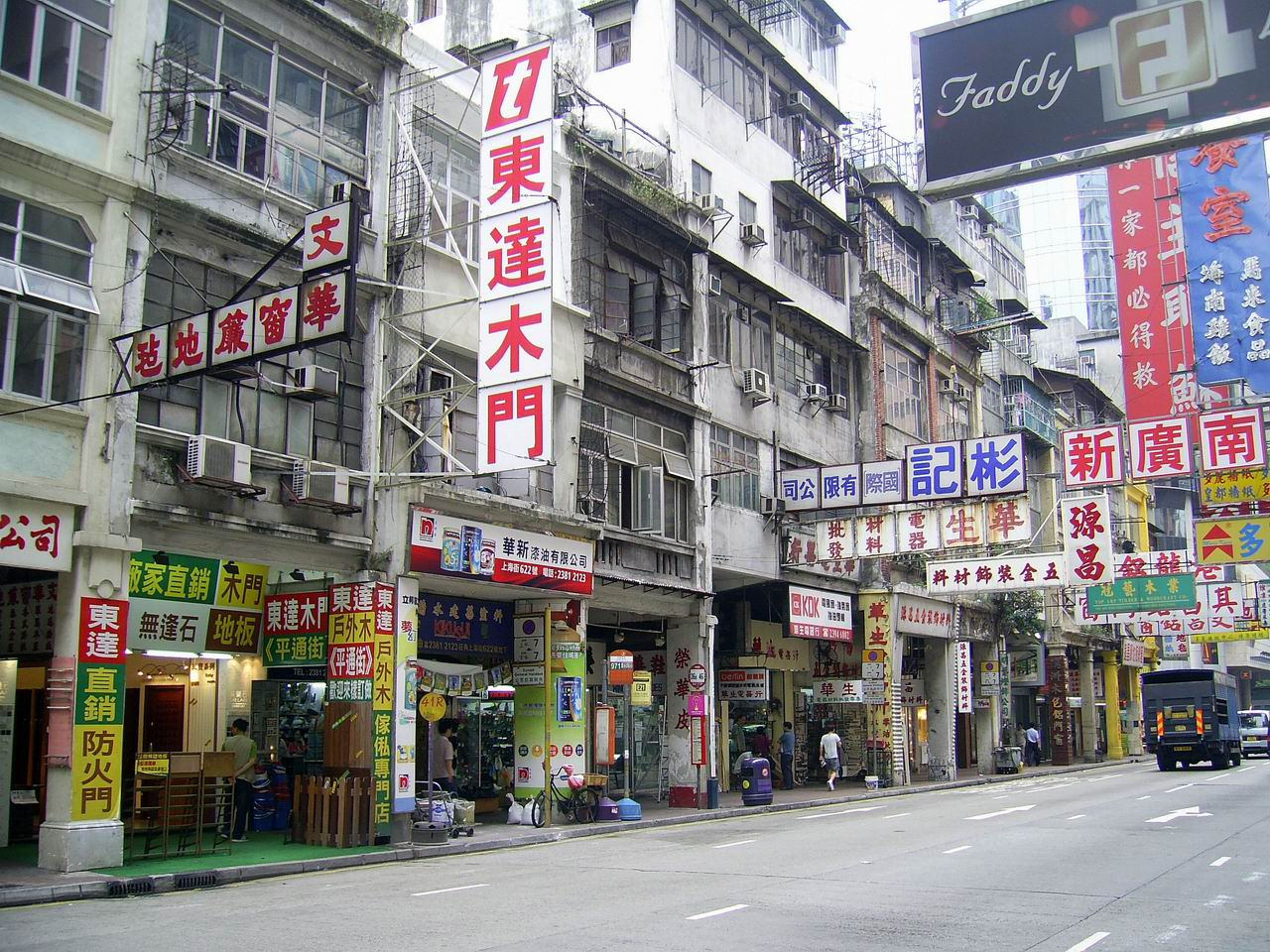
몽콕의 통라우; 영남 (중국) 전역에서 볼 수 있지만, 홍콩에서 특히 흔하다.
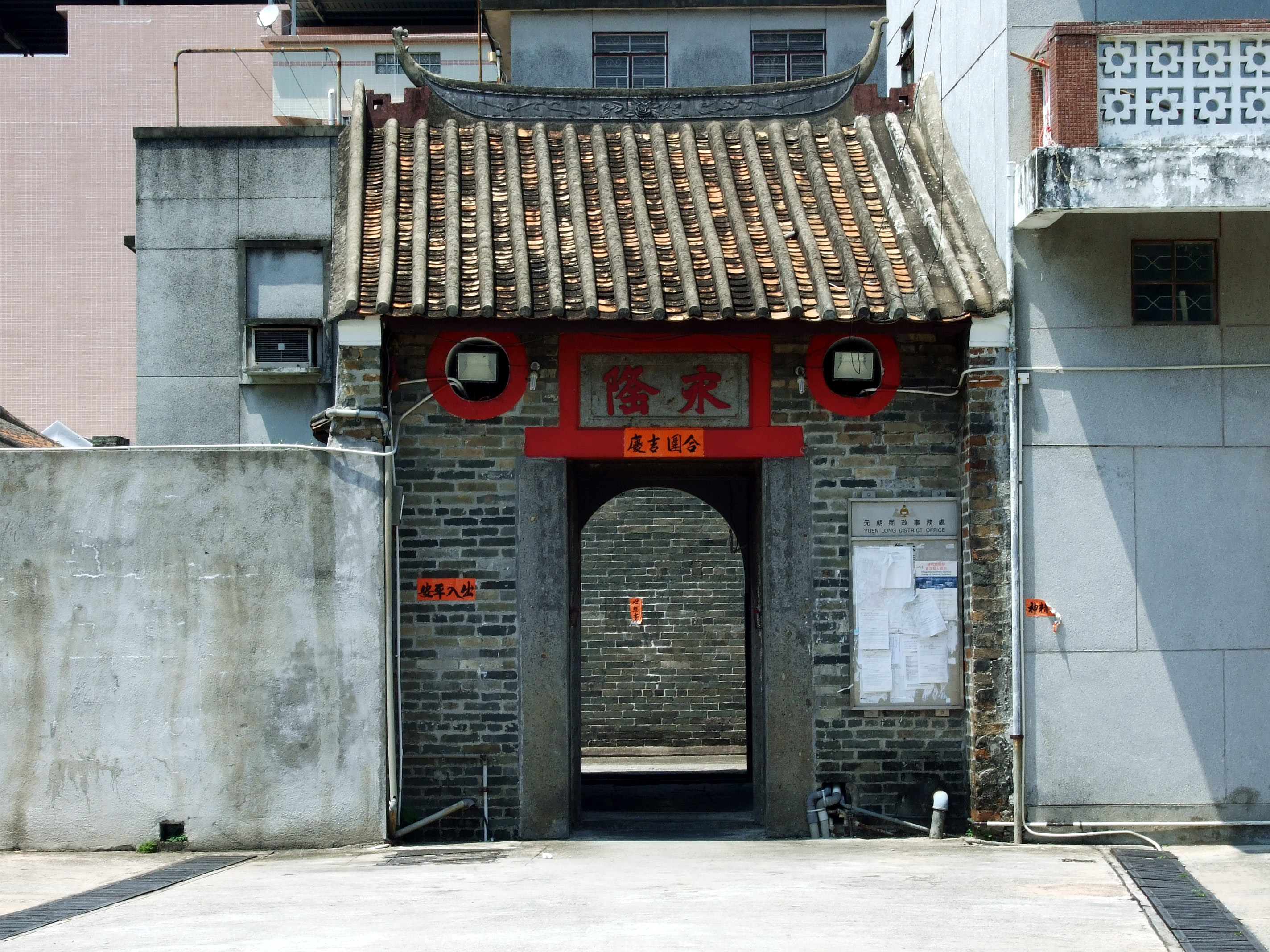
캄틴의 위안춘인 윙렁와이; 홍콩 원주민들은 15세기부터 19세기 사이에 만연한 사적인 공격으로부터 자신들을 보호하기 위해 위안춘을 지었다.
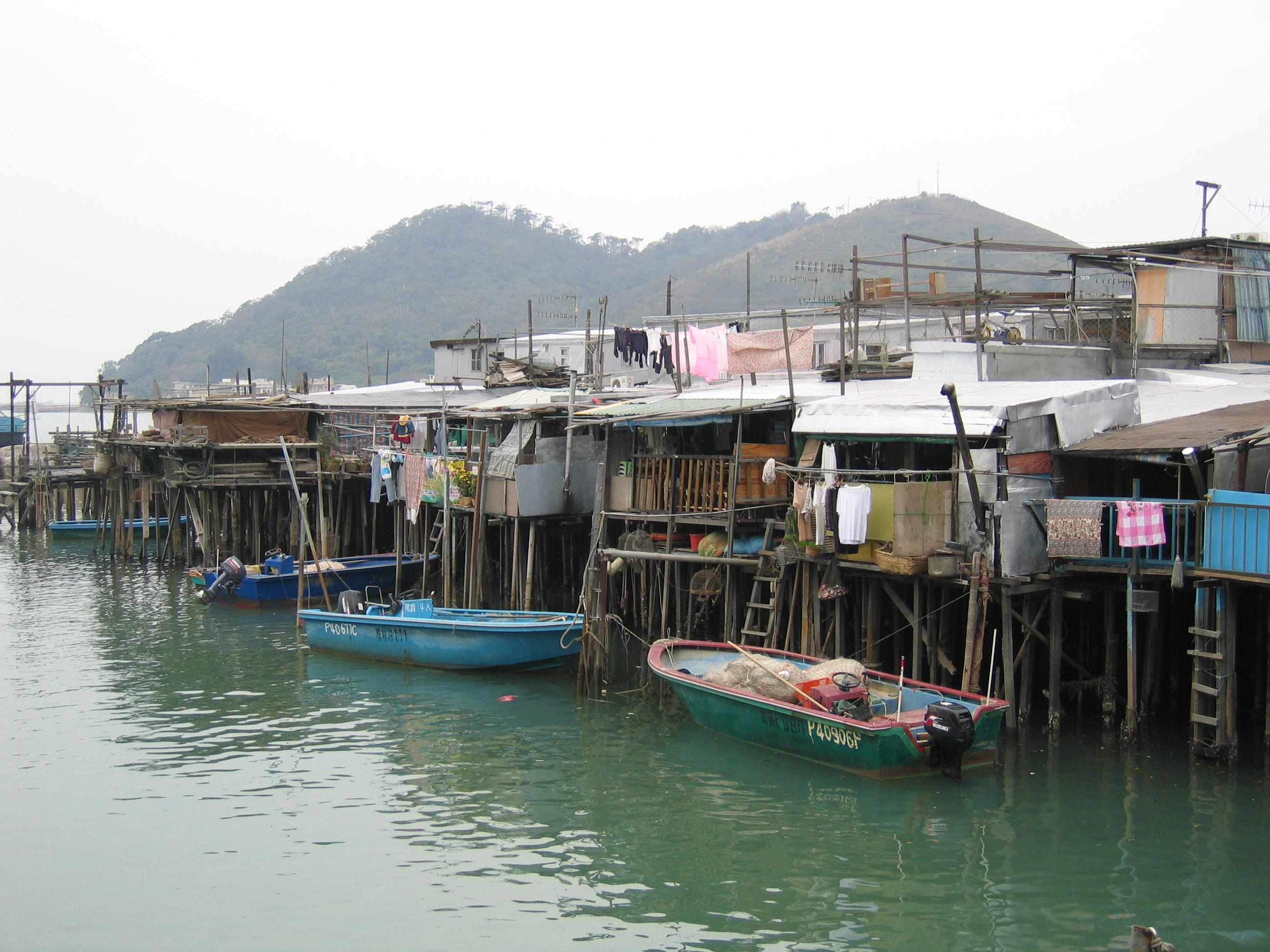
타이오의 팡욱; 팡욱은 물 위에서 살고 그것을 영광으로 여기는 전통을 가진 단가족이 지었다.
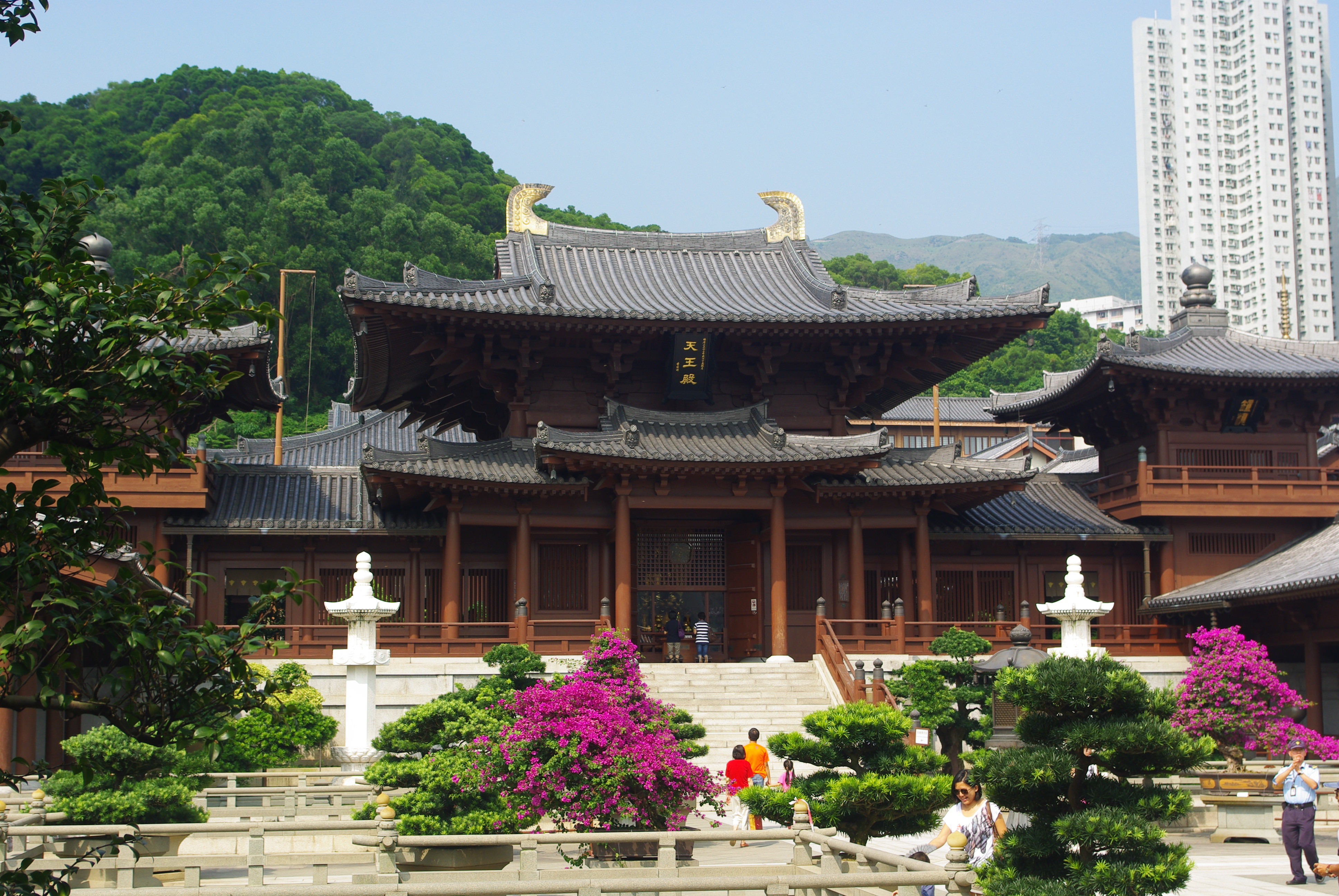
즈린 사원은 당나라 건축 양식을 채택했다.

홍콩에는 또한 스텁스 로드 45번지의 경현리와 홍콩섬의 성공회 세인트 메리 교회와 같은 중국 르네상스 양식의 건축물도 포함되어 있다.

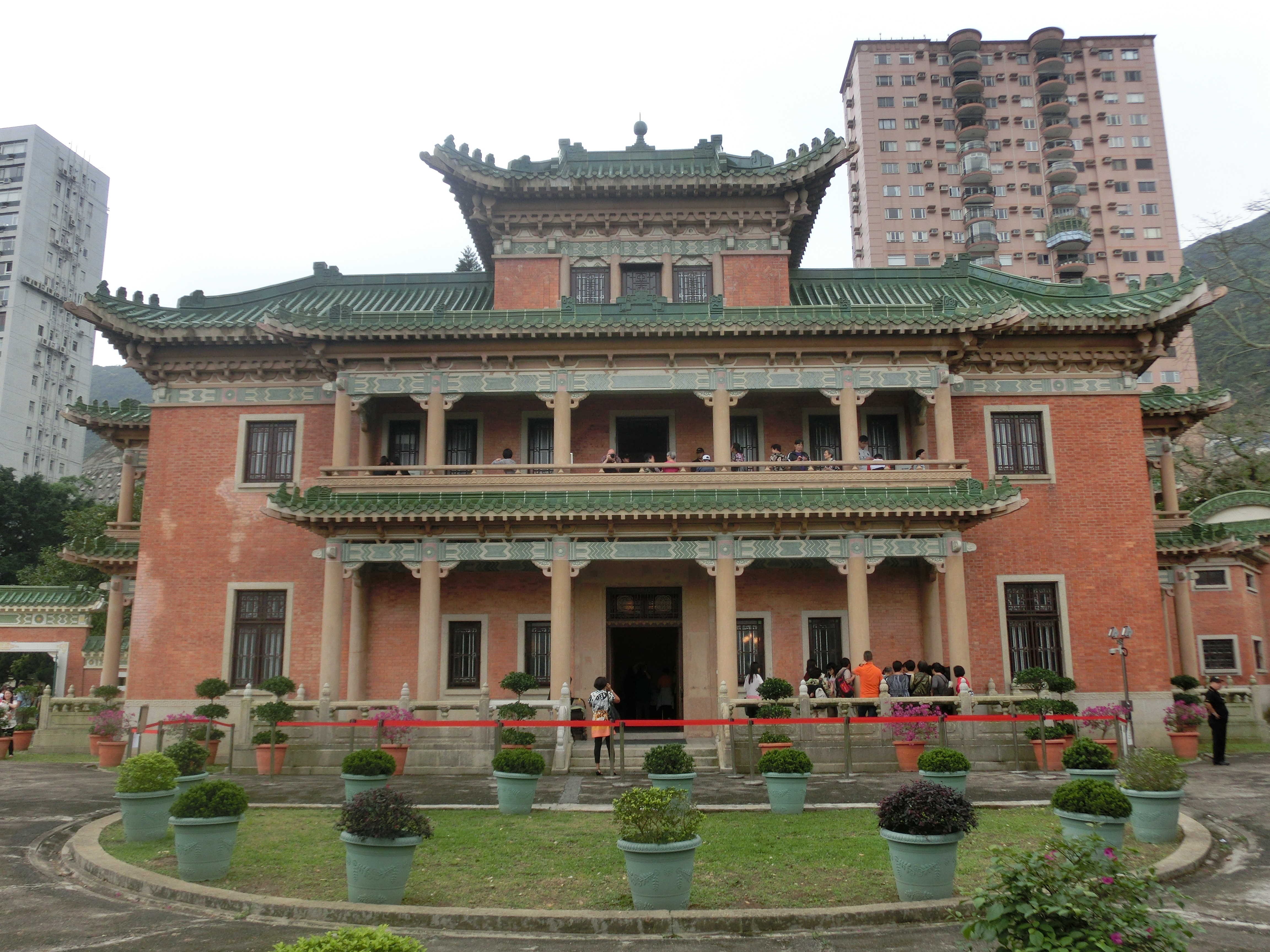
경현리
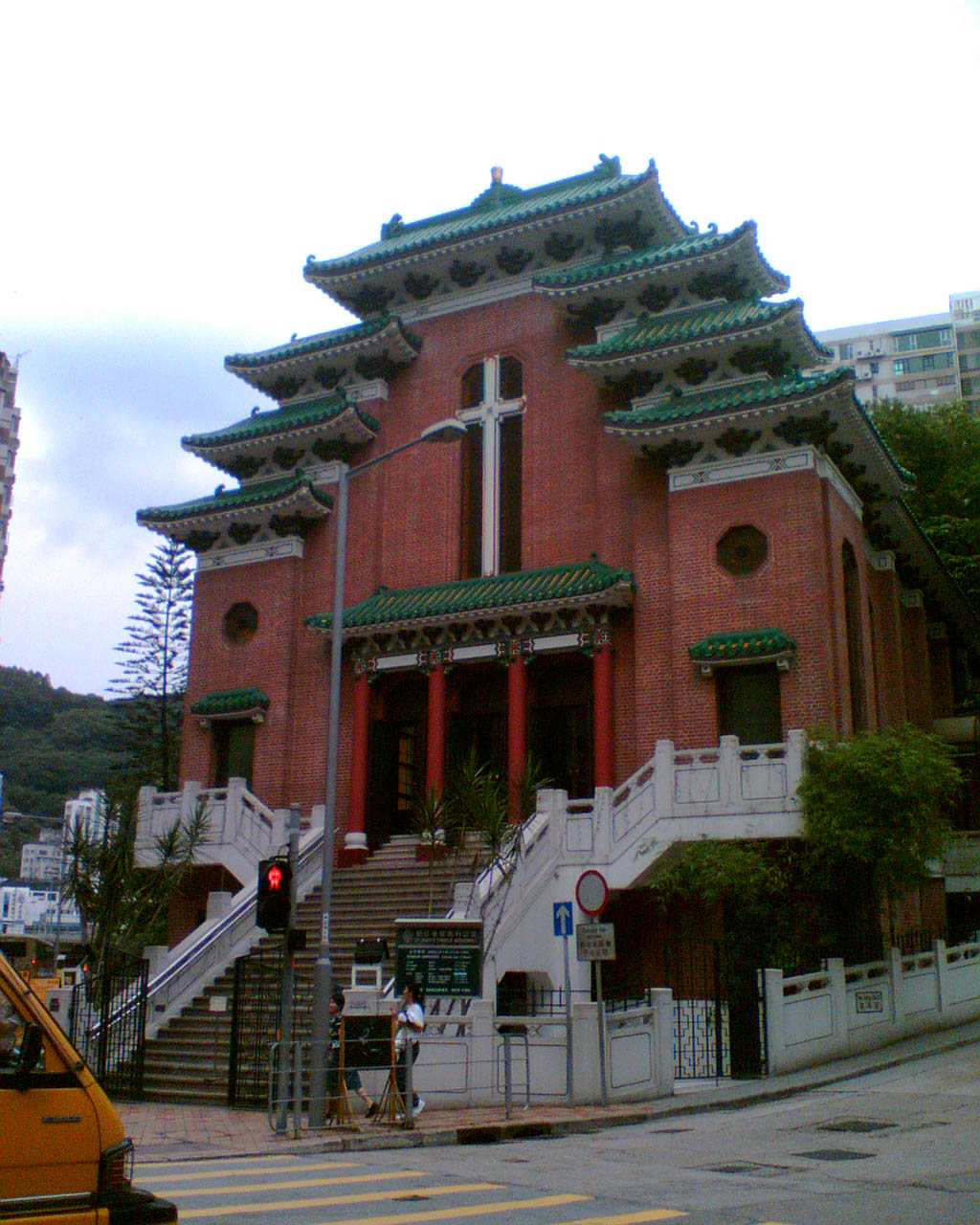
HKSKH 세인트 메리 교회, 코즈웨이베이, 홍콩

## 시각 예술

### 순수 예술
홍콩은 다양한 예술 활동을 지원한다. 완차이의 홍콩 예술 센터는 다양한 공연장과 갤러리를 제공하며, 다른 예술 단체를 지원하고, 로열 홍콩 요트 클럽의 역사적인 내부에 위치한 Oi! 예술 센터는 미술 전시회, 포럼 및 기타 예술 관련 활동을 위한 플랫폼을 제공하여 홍콩의 시각 예술을 홍보하는 것을 목표로 한다. M+는 디자인, 건축, 홍콩 시각 문화를 포함한 20세기 및 21세기 시각 문화에 중점을 둔다. 국제적인 수준에서 홍콩은 아시아 최고의 현대 미술 박람회인 아트 바젤을 주최하며, 마이크로웨이브 국제 뉴 미디어 아트 페스티벌 및 비디오테이지와 같은 장소를 통해 뉴 미디어 아트의 중심지이다. 심지어 도시의 덜 도시적인 지역에서도 홍콩인들은 캐틀 데포 아티스트 빌리지 및 포 탄 예술 공동체와 같은 창조적인 오아시스를 건설했다. 홍콩의 현대 시각 예술가로는 나딤 압바스, 에이미 청, 초이 얀치, 밍 페이, 라이 처크와 사라, 쩡쩌우초이, 호신퉁, 에릭 시우 등이 있다.
홍콩은 최근 독립 예술 단체의 붐을 경험했다.

#### 광둥 순수 예술
홍콩은 또한 회화와 분재의 영남 양식을 포함한 여러 영남(광둥) 순수 예술 양식을 주최한다. 예를 들어, "영남 화파의 마지막 대가"로 존경받는 양선삼은 홍콩에 기반을 두고 있다(태어난 곳은 아님). 홍콩에는 또한 영남 분재를 지원하는 활발한 클럽이 있다(영문 웹사이트).
홍콩은 또한 전통적인 중국 수묵화에 실험적인 기술과 접근 방식을 접목한 현대 수묵화의 본고장이기도 하다. 이 분야의 저명한 예술가로는 루이 샤오콴, 류궈숭, 에디 천 등이 있다.

### 그래피티 아트

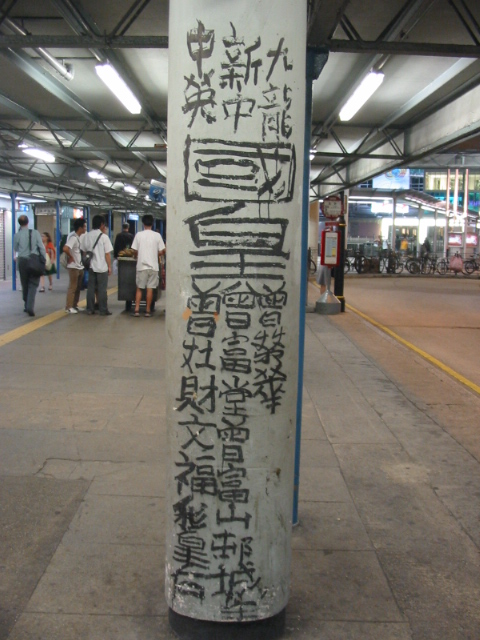
쩡쩌우초이, "구룡의 왕"의 그래피티 작품

그래피티 아트(Jyutping: Tou4 aa1; 번체자: 塗鴉)는 홍콩 거리에 풍부하게 존재한다. 홍콩식 그래피티 아트는 한자를 사용한 서예부터 정치인을 풍자하는 그림에 이른다. 기술적으로 홍콩에서는 불법이지만, 느슨한 법 집행으로 인해 그래피티 아트가 만연하다. 오늘날 그래피티 아트는 홍콩 거리, 특히 몽콕과 같이 번화한 지역에 편재한다. 홍콩에서 가장 저명한 그래피티 예술가 중 한 명인 쩡쩌우초이의 작품은 5만 홍콩 달러 이상에 팔리기도 했다.
오늘날 많은 홍콩인들은 그래피티 아트를 자신들의 도시를 상징하는 것으로 여기기 시작했으며, 그래피티 아트를 홍보하는 활동을 주최하고 있다.

천하 표지

### 만화
홍콩 만화(Jyutping: Hoeng1 gong2 maan6 waa2; 번체자: 香港漫畫)는 텔레비전이 등장하기 오래전부터 표현의 장을 제공해 온 홍콩 기반의 만화책이다. 수십 년 동안 독자층은 변동했지만, 이 예술 형식은 매우 저렴한 오락을 제공하는 측면에서 가장 일관성 있는 것 중 하나이다. 홍콩 만화는 대부분의 길거리 신문 가판대에서 정기적으로 구할 수 있다. 노부자, 중화영웅 및 다른 많은 등장인물들은 한족 예술과 이야기(특히 광둥어)를 선보여 왔다. 일본 망가도 번역되어 현지 만화 도서관에 통합되었다.

### 광저우 도자기

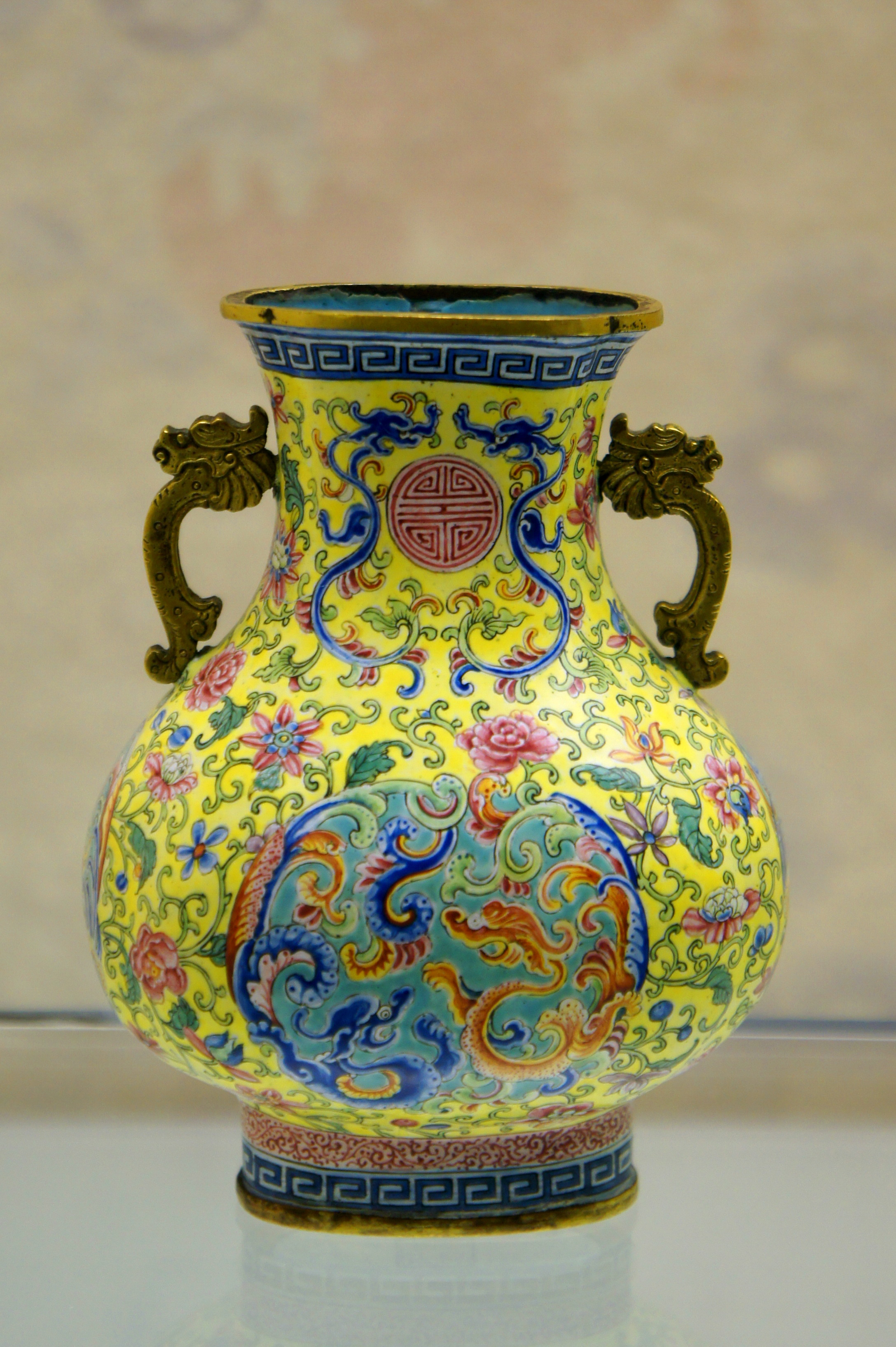
홍콩 예술관에 전시된 "꽃 문양 꽃병"

홍콩인들은 동료 광둥인들처럼 광저우 도자기에도 손을 댔다. 광저우 도자기(Jyutping: Gwong2 coi2; 번체자: 廣彩)는 "광둥 도자기"라고도 불리며, 영남 문화의 중심지인 광저우에서 유래한 독특한 도자기 양식이다. 주로 광둥인들이 흰 도자기에 다양한 색상을 입힐 수 있게 하는 특정 기술 세트를 포함하여, 비정상적으로 밝고 다채로운 도자기 제품을 만들어낸다. 홍콩인들은 20세기 초에 광저우 도자기를 제작하여 서양 세계에도 수출했다. 그러나 오늘날 도시가 서비스 및 금융에 중점을 두면서, 주로 취미가들이 이 도자기 예술 양식에 시간을 할애하고 있다.

## 공연 예술

### 음악

#### 광둥극
광둥극은 중국 남부의 광둥 문화에서 유래한 한족 고전극의 주요 범주 중 하나이다. 한족 고전극의 모든 분야와 마찬가지로, 음악, 노래, 무술, 곡예 및 연기를 포함하는 예술 형식이다. 광둥극의 특징으로는 광둥어로 노래하는 것과 화려한 분장과 머리 장식을 많이 사용하는 것이 있다. 광둥극은 또한 독특한 악기 세트를 사용한다. 홍콩은 또한 청차우 빵 축제 동안 특별히 공연되는 독특한 광둥극 양식(Jyutping: San4 gung1 hei3; 번체자: 神功戲, 문자적으로 "신들의 노력을 이용한 오페라")을 가지고 있다. 이 예술 형식은 1950년대에 도착한 첫 이민자들의 시대로 거슬러 올라가는 국가적 정체성을 지니고 있다. 오늘날, 선빔 극장은 이 전통을 유지하는 장소 중 하나이다.
홍콩의 광둥극
- 홍콩 역사박물관의 광둥극 장면
- 마조 탄생일에 공연되는 광둥극
- 광둥극에 사용되는 의상

#### 대중음악

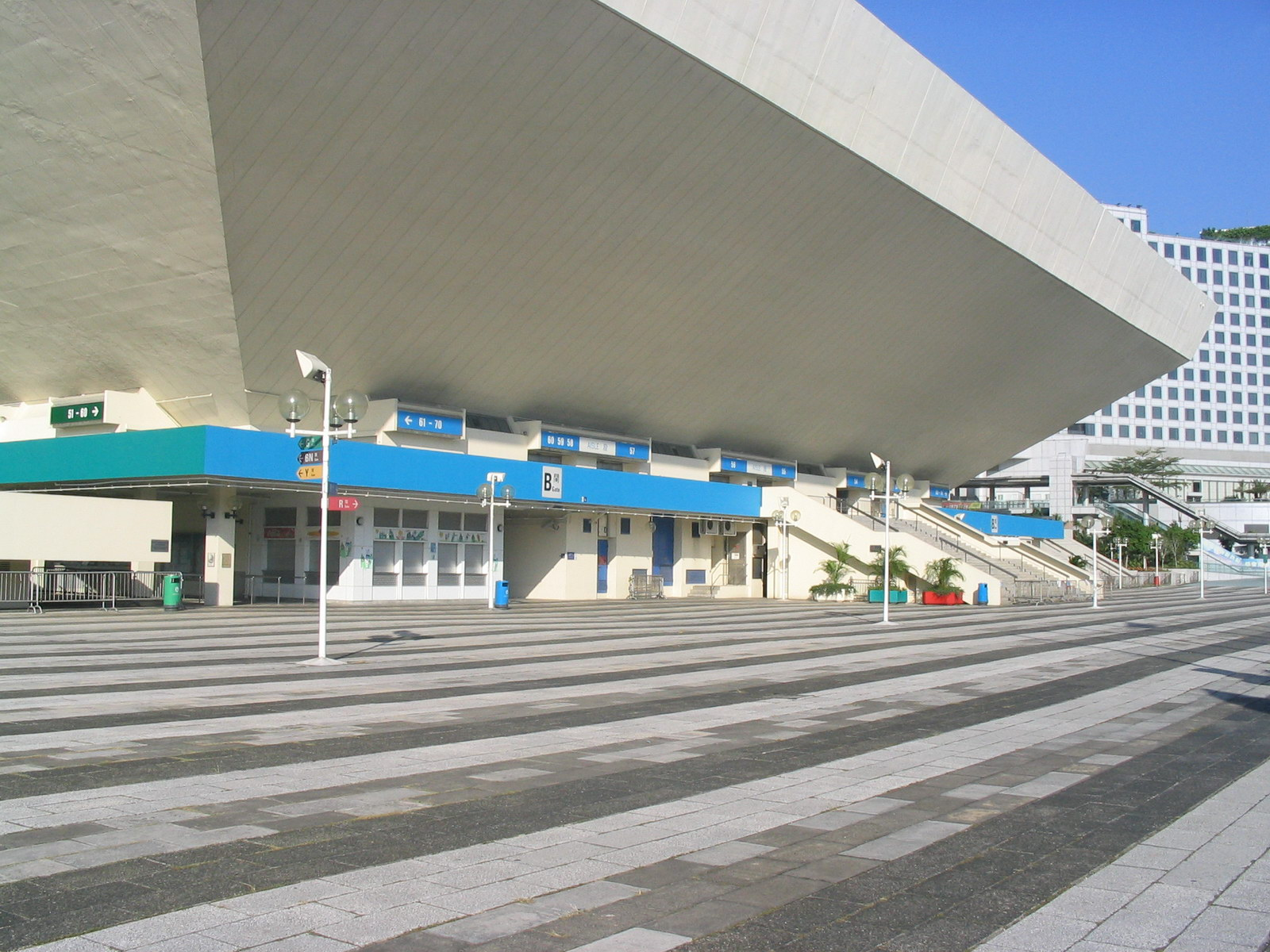
홍콩 콜리세움은 또한 광둥어 대중음악 콘서트 장소이다

광둥어 대중음악(Jyutping: Jyut6 jyu5 lau4 hang4 kuk1; 번체자: 粵語流行曲)은 홍콩에서 태어난 이래로 지역 음악 문화를 지배하며 그 동의어가 되었다. 비록 1990년대 중반 광둥어 대중음악의 점진적인 쇠퇴는 다른 형태의 대중문화, 주로 일본, 한국, 서양 음악의 등장을 가져왔지만, 광둥어 대중음악은 전 세계 광둥어 공동체에서 상당한 인기를 누리고 있다. 오늘날 만다린어의 세계적인 영향은 스타일에도 약간 영향을 미쳤다. 타이완의 만다린어 대중음악이 점차 인기를 얻고 있다. 대부분의 예술가들은 본질적으로 다국어를 구사하며 광둥어와 만다린어 모두로 노래한다. 홍콩 영어 팝, 일본, 한국, 서양 음악도 홍콩인들 사이에서 인기가 있다.

#### 클래식 음악
서양 클래식 음악은 많은 홍콩인들에게 널리 사랑받고 있다. 많은 학교에서 학생들에게 무료 악기 레슨을 제공한다. 또한 정기적으로 공연하는 전문, 아마추어 및 학생 오케스트라가 상당수 존재한다. 가장 잘 알려진 오케스트라는 홍콩 필하모닉 오케스트라이다. . 이 오케스트라는 원래 중영 오케스트라라고 불렸으며, 1957년에 홍콩 필하모닉 오케스트라로 이름을 바꾸고 1974년에 전문 오케스트라가 되었다. 이 오케스트라는 현재 음악 감독 야프 판 츠베덴의 지휘를 받고 있다. 2019년 그라모폰 올해의 오케스트라 상을 수상했다.
또 다른 잘 알려진 오케스트라는 홍콩 신포니에타(중국어: 香港小交響樂團)이다. 1990년에 설립된 홍콩 신포니에타의 주요 목표 중 하나는 일반 대중에게 클래식 음악을 홍보하는 것이다. 2002년 지휘자 겸 음악 감독 엽영시(葉詠詩)가 홍콩 최초의 여성 지휘자로 오케스트라에 합류했다. 그녀는 도시의 클래식 음악 애호가 기반을 넓혔다.
홍콩 의사 협회가 조직한 아마추어 오케스트라, 홍콩 의사 오케스트라도 클래식 음악을 사랑하는 의사들 그룹에 의해 1989년에 결성되었다. 이 오케스트라는 매년 많은 자선 행사에서 공연했다. 그 목표는 의약품뿐만 아니라 음악으로도 환자와 사회를 돌보는 것이다.
전문 음악가가 되기를 희망하는 홍콩 청소년들은 홍콩 연예 대학에 진학하여 음악 전공으로 석사 학위, 학사 학위를 취득할 수 있다. 홍콩 학술 및 직업 자격 심의회가 인정한 시간제 과정도 제공된다. 많은 졸업생들이 전문 연주자와 음악 교사가 되었다.

### 극장
홍콩 극장은 다음과 같다.
- 오로라 극장 홍콩
- 홍콩문화중심
- 고산극장
- 리릭 극장
- 스타 홀
- 차 하우스 극장
- 더 허브
- 시쿠 센터, 웨스트 구룡
- 야우마테이 극장

### 영화
홍콩 영화(Jyutping: Gong2 caan2 pin3; 광둥어: 港產片) 산업은 특히 20세기 후반 동안 전 세계적으로 가장 성공적인 산업 중 하나였다. 왕자웨이와 같은 감독들로 국제적인 인정을 받았으며, 1990년대 중반부터 시작된 심각한 침체에도 불구하고 중간 수준의 명성을 유지하고 있다. 성룡과 이소룡과 같은 무술가이자 영화 배우들은 전 세계적으로, 특히 해외 중국인 거주지에서 유명하며, 역사적으로 그들 대부분은 광둥인 혈통이었고 광둥어 오락을 즐긴다. 저우룬파와 오우삼을 포함한 많은 다른 홍콩 배우들도 할리우드로 진출했다.

#### 홍콩 유머
홍콩 영화는 무술 영화와 희극으로 유명하다. 후자는 영국 유머에 빗대어 "홍콩 유머"(Jyutping: Gong2 sik1 jau1 mak6; 번체자: 港式幽默)라고 불리는 독특한 유머 스타일을 가지고 있다고 한다. 블랙 코미디와, 더 독특하게는 모레이타우로 특징지어지며, 영국 유머의 영향을 받았을 수도 있다고 한다.

### 텔레비전 드라마
TVB와 ATV의 무료 방송 네트워크에서 제작된 현지 텔레비전 드라마는 1970년대부터 2000년대 중반까지 상당히 인기가 있었다. 이들은 홍콩인들 사이에서 독특한 문화적 정체성을 형성하는 데 기여했으며, 전 세계 광둥어 공동체를 위한 문화적 자원 역할을 했다. 많은 유명 드라마들이 테이프, 그 다음 VCD/CD 형태로 동남아시아 국가, 미국, 캐나다, 영국으로 수출되었다. 홍콩은 광둥어 방언으로 많은 연속극 TV 시리즈를 제작하는 강국이었다. 그러나 TV 프로그램과 드라마의 질 악화로 인한 ATV의 점진적인 소멸과 결국 TVB의 쇠퇴는 중국 및 다른 아시아 국가, 즉 한국, 일본, 타이완 TV 프로그램에 대한 선호도를 높였고, 이들이 현재 홍콩의 최신 TV 트렌드를 지배하고 있다.

### 애니메이션

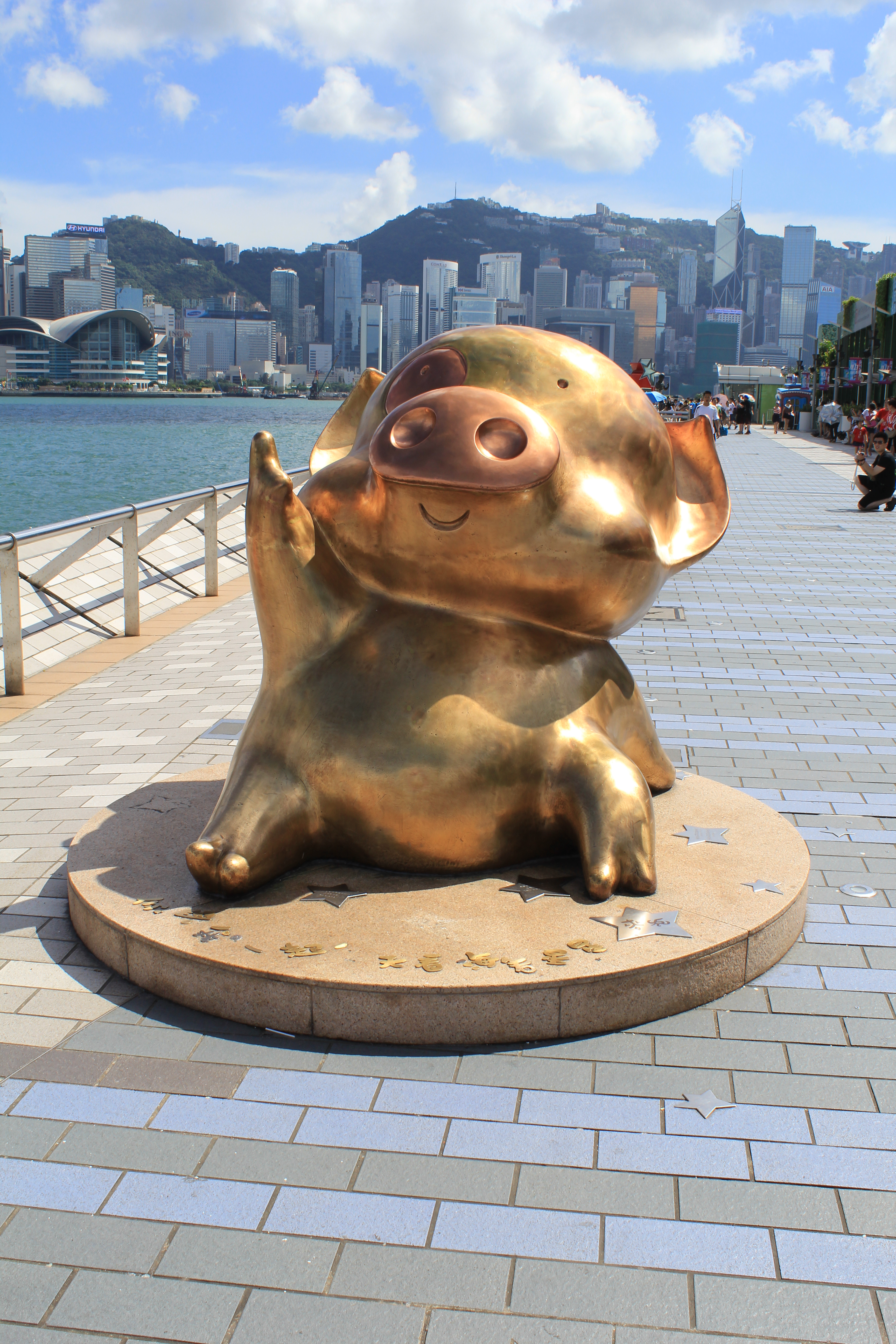
홍콩 만화 캐릭터 맥덜 동상; 그는 현재 동아시아 전역에 알려져 있다.

홍콩은 일본 애니메이션과 미국 디즈니 애니메이션을 끊임없이 공급받았지만, 중국은 산업을 활성화하기 위해 노력해 왔다. 홍콩은 최근 몇 년 동안 천녀유혼: 쉬하크 애니메이션과 드래곤블레이드와 같은 작품으로 기여했다. 특히, 홍콩 내에 위치한 이매지 애니메이션 스튜디오와 같은 회사들은 현재 3D-CG 애니메이션을 시장에 출시하고 있다.
맥덜은 단연코 홍콩 애니메이션 중 가장 두드러진 작품이다.

### 기타 공연 예술
위에서 언급한 것 외에도 홍콩에는 드라마, 무용, 연극 등 다양한 공연 예술이 있다. 홍콩은 아시아 최초의 전업 코미디 클럽인 더 테이크아웃 코미디 클럽 홍콩의 본고장이다. 정부 지원을 받는 극단도 많다. 더 최근에는 2014년 홍콩에서 사이버포트에서 공연된 첫 야외 셰익스피어 축제인 셰익스피어 인 더 포트가 열렸다.
다음 홍콩 출신 및 기반 공연 예술 단체들은 아시아를 넘어 겸손한 성공을 거두었다.
- 홍콩 중국 오케스트라, 중국 음악 연주
- 홍콩 발레
- 홍콩 필하모닉 오케스트라
- 홍콩 신포니에타

## 문학 문화

### 인쇄 매체

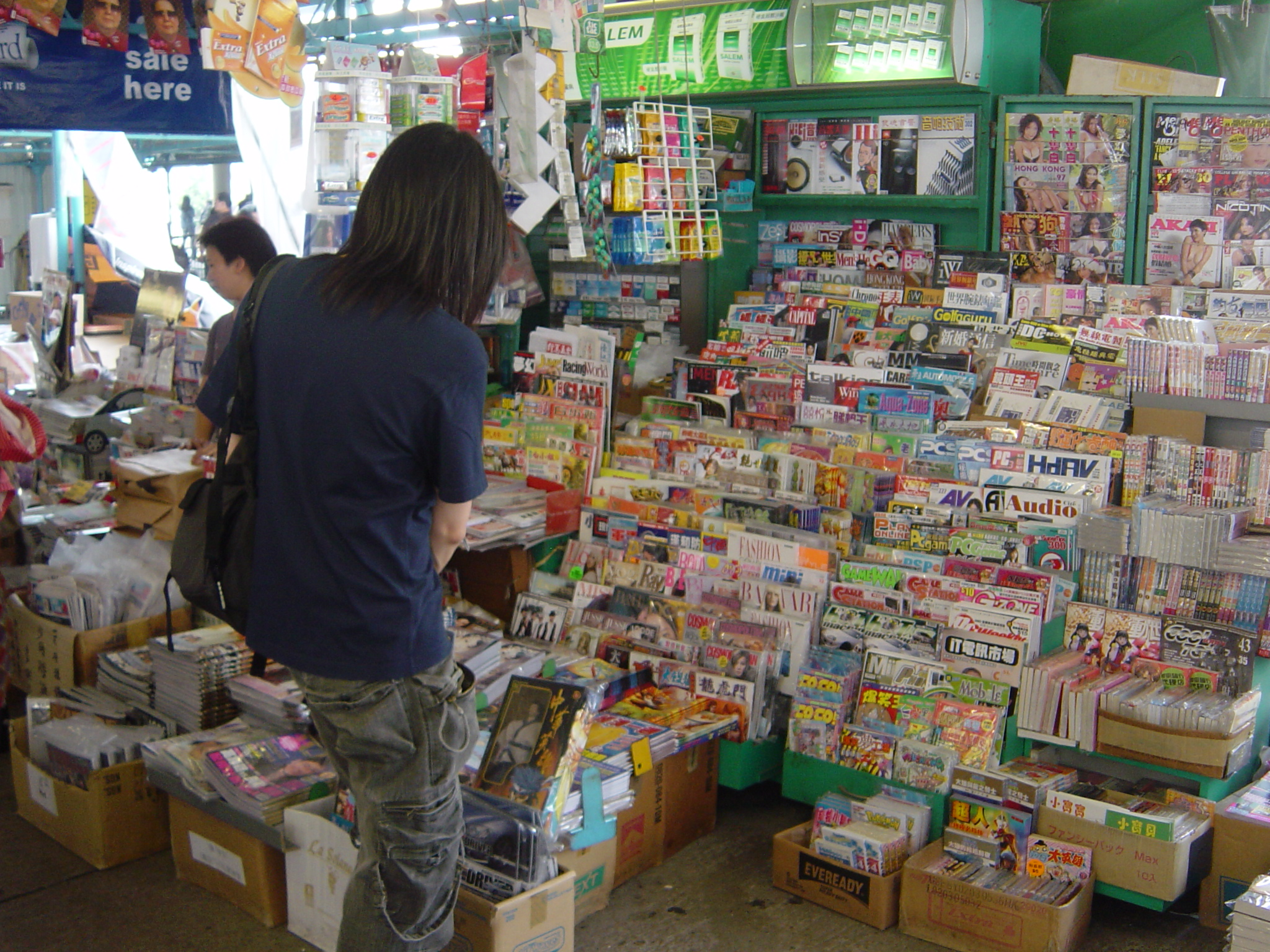
스타페리 부두의 신문 가판대

잡지와 신문 출판사들은 여러 언어로, 특히 구어체 중국어와 영어로 발행하고 인쇄한다. 인쇄 매체, 특히 타블로이드 신문뿐만 아니라 브로드시트 신문도 선정주의와 연예인 가십에 크게 의존한다. 이러한 관행은 비판을 받지만, 계속해서 신문을 판매하고 있다. 언론은 중국 본토에 비해 정부의 간섭으로부터 비교적 자유로우며, 신문들은 종종 정치화되어 있다. 일부는 심지어 베이징의 중국 정부에 대한 회의적인 시각을 보이기도 했다.

### 방송
2000년대 초반 홍콩에는 TVB와 ATV라는 두 개의 주요 지상파 방송국이 있었다. ATV는 오랜 재정 문제와 정부의 방송 면허 갱신 거부 끝에 2016년에 폐쇄되었다. 1967년에 출범한 TVB는 홍콩 최초의 무료 상업 방송국이었으며, 현재는 홍콩에서 지배적인 TV 방송국으로 이웃 광둥성 및 마카오에서도 (케이블을 통해) 시청할 수 있다. 유료 케이블 및 위성 TV도 널리 보급되었다. 홍콩의 연속극, 코미디 시리즈 및 다양한 쇼는 전 세계 중국어 사용 지역, 주로 광둥어 공동체에서 대규모 시청자에게 도달했다. 뉴스 코퍼레이션의 스타 TV를 포함한 많은 국제 및 범아시아 방송사도 홍콩에 기반을 두고 있다.

### 홍콩 문학
홍콩 문학은 홍콩에서 생산되는 문학이다. 20세기 초에 시작되었는데, 당시 전쟁으로 피폐해진 중국을 탈출하려는 본토 중국(대부분 광둥인 혈통) 이민자들이 영국이 통치하는 도시로 연이어 이주했다. 처음에는 이 이민자들 중 교육을 받은 사람들은 "남방 야만인의 땅"인 홍콩에 머물러야 한다는 것에 많은 불만을 느꼈다. 그들의 작품 대부분은 그러한 감정을 표현하는 데 집중되었다. 그러나 1960년대부터 홍콩은 빠른 속도로 발전하여 작가들은 현지 시사 및 문화를 주제로 홍콩 자체에 대해 글을 쓰기 시작했다. 오늘날 홍콩 문학은 산문과 소설과 같은 작품을 생산하는 수많은 다작 작가들과 함께 완전히 발전했다. 홍콩 문학은 일상적인 시나리오를 많이 사용하는 것이 특징이며, 이는 로맨스, 유머, 풍자가 인기 있는 장르임을 의미하지만, 홍콩은 또한 여러 저명한 무협(Jyutping: Mou5 haap6; 번체자: 武俠) 및 SF 작가를 배출했다. 홍콩 문학의 저명한 작가는 다음과 같다.
에이미 청, 로맨스 및 산문 작가; 주요 작품으로는 "빵나무 위의 여인들"과 "사랑을 위하여 또는 돈을 위하여"가 있다.
칩 차오, 문화(특히 서양 문화)를 논하는 산문 및 기사를 쓰는 것으로 유명하다.
김용, 저명한 무협 작가; 그의 소설 중 여러 편이 영화 및 애니메이션으로 제작되었다.
니쾅, SF 작가; 그의 소설 중 여러 편이 영화로 제작되기도 했다.

#### 광둥 문학
영남 문학은 전통적으로 구어 대신 고전 중국어로 쓰였다. 19세기 후반에 구어체 문학 형태를 만들려는 시도에도 불구하고, 중화권 지역은 여전히 광둥어(즉, 영남 지역 사람들의 언어)가 아닌 만다린어에 기반을 둔 쓰기 체계인 구어체 중국어를 사용하는 경향이 있다. 홍콩도 예외는 아니다. 홍콩 문학 작품의 대부분은 구어체 중국어로 작성되었다. 그러나 21세기부터 홍콩은 이 지역의 문화 중심지로서 광둥어를 위한 완전한 문자 체계를 개발했다. 이 도시의 일부 작가들은 이제 쓰기 광둥어로 문학 작품을 쓰는 것을 옹호한다.

## 요리

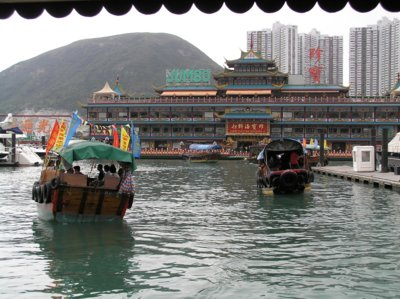
애버딘 항구; 그곳에서 삼판을 타고 점보 플로팅 레스토랑으로 갈 수 있다.

요리는 홍콩 문화에서 중요한 위치를 차지한다. 딤섬, 훠궈 (다빈로), 패스트푸드부터 가장 희귀한 진미에 이르기까지 홍콩은 "미식가의 천국"과 "세계 음식 박람회"라는 명성을 가지고 있다. 서양(주로 영국)과 중국(주로 광둥) 문화의 영향을 받은 홍콩 요리는 매우 다양하다. 그럼에도 불구하고 단순히 세계 다른 지역의 요리를 모아 놓은 것이 아니라 독자적인 스타일을 가지고 있다. 예를 들어, 주로 광둥 음식을 제공하는 비공식적인 야외 식당인 다이파이동이 있다. 차찬텡(Jyutping: Caa4 caan1 teng1; 번체자: 茶餐廳, 문자적으로 "차 식당")은 빙실("얼음 방")에서 유래했다. 이 "차 식당"에서는 아침, 점심, 애프터눈 티, 저녁 식사를 위해 하루 종일 다양한 세트 메뉴가 제공되며, 동양(주로 광둥) 요리, 단탓과 같은 영국 음식, 홍콩식 프렌치 토스트, 홍콩 음료, 인위엔, 아이스 레몬티와 같은 홍콩 음식을 제공한다.
또 다른 홍콩 특산물은 길거리 음식이다. 1990년대 이전에는 길거리 음식이 행상인들에 의해 제공되었는데, 그들은 작은 수레를 가지고 거리를 돌아다니며 전통 간식을 팔았다. 가장 잘 알려진 홍콩 길거리 음식은 카레 어묵, 간장 졸인 오징어, 취두부, 카레 돼지 껍질, 돼지 피 순대, 팥, 녹두 단물, 시우마이 등이다. 그러나 1990년대 이후, 식품 안전 규제, 교통법규 등으로 인해 행상인들은 사라지기 시작했다. 그들은 그 후 비슷한 종류의 간식을 만드는 허가받은 식품점으로 대체되었다. 이러한 전통 길거리 음식은 여전히 많은 홍콩인들과 관광객들에게 즐거움을 선사한다.
홍콩에는 많은 특별한 음식과 음료가 있다. 홍콩식 광둥 과자는 홍콩의 대부분의 빵집에서 만들며, 에그 타르트, 파인애플 번, 와이프 케이크, 진더이, 구운 돼지고기 번, 크림빵 등이 있다. 포르투갈식 에그 타르트인 파스텔 드 나타도 패스트푸드 체인점 KFC에서 판매된다. 홍콩의 위안춘 요리인 푼초이도 홍콩인들 사이에서 인기가 있다.

### 갤러리

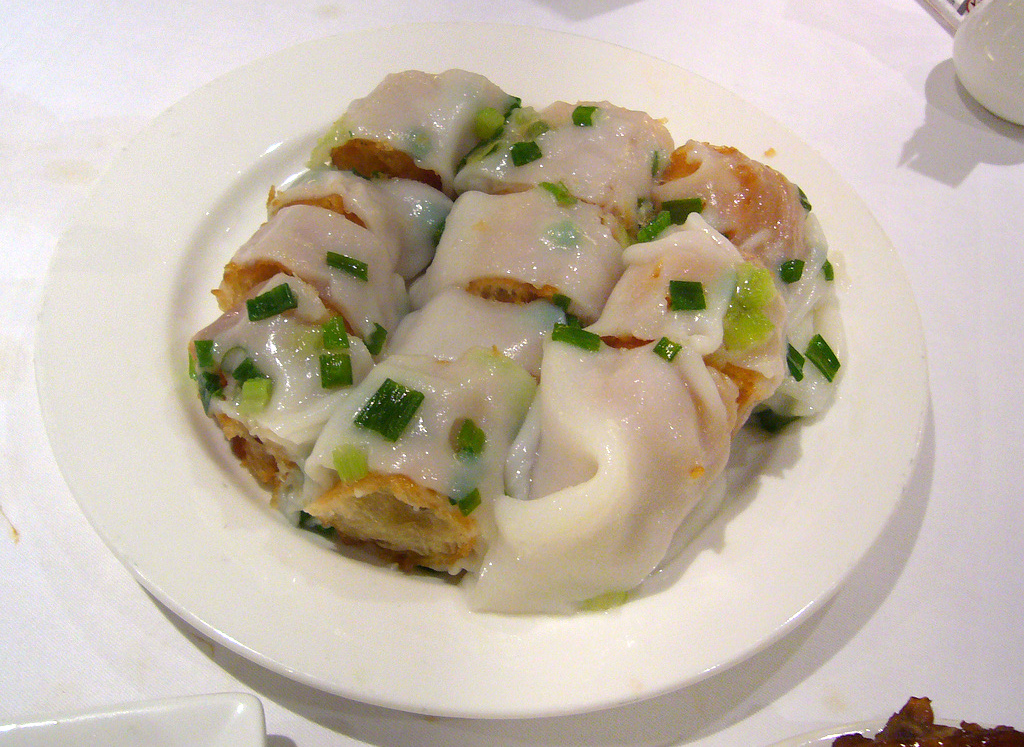
자렁은 광둥식 아침 식사로 자주 먹는다.
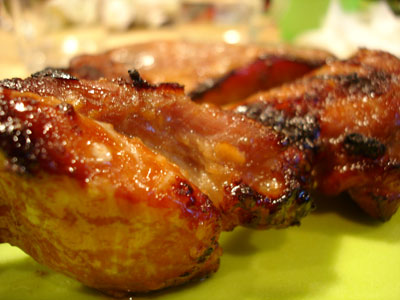
BBQ 돼지고기는 광둥 요리의 흔한 요리이다.
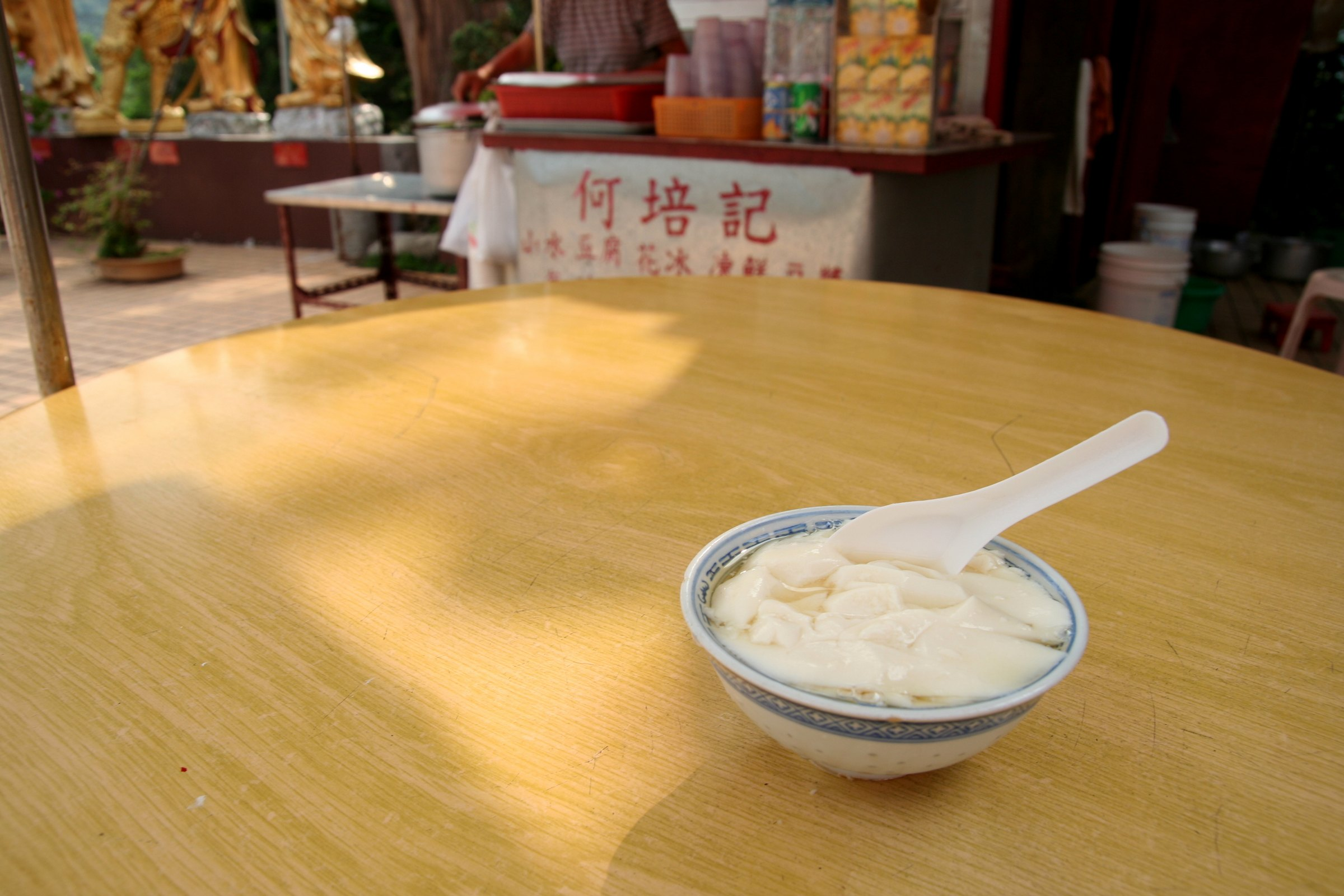
탕수이도 홍콩인들 사이에서 인기가 있다.
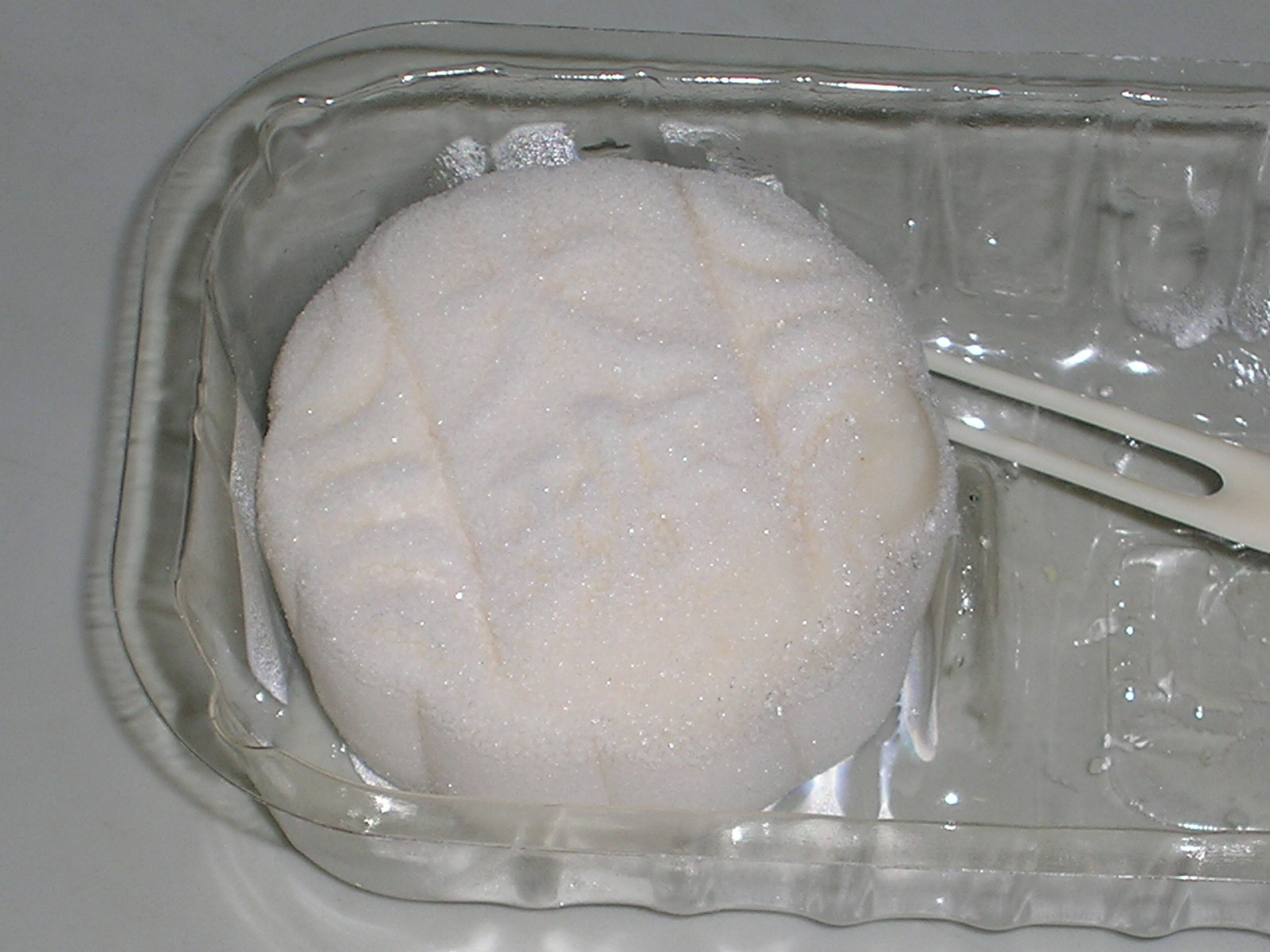
홍콩에서 발견되는 월병은 대부분 광둥식이지만, 홍콩인들은 스노 스킨 월병과 같은 현지 발명품도 가지고 있다.
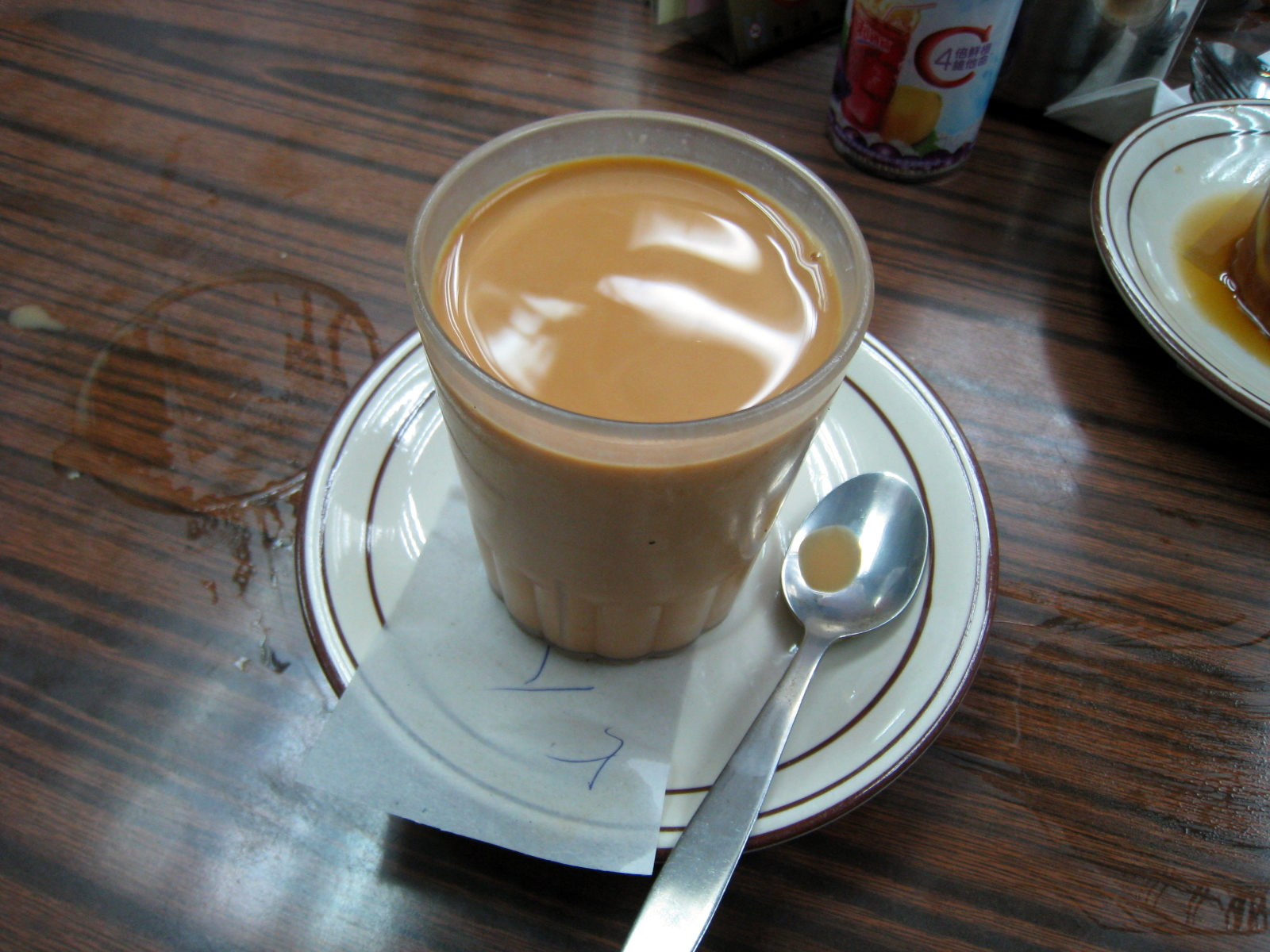
홍콩식 밀크티 한 잔
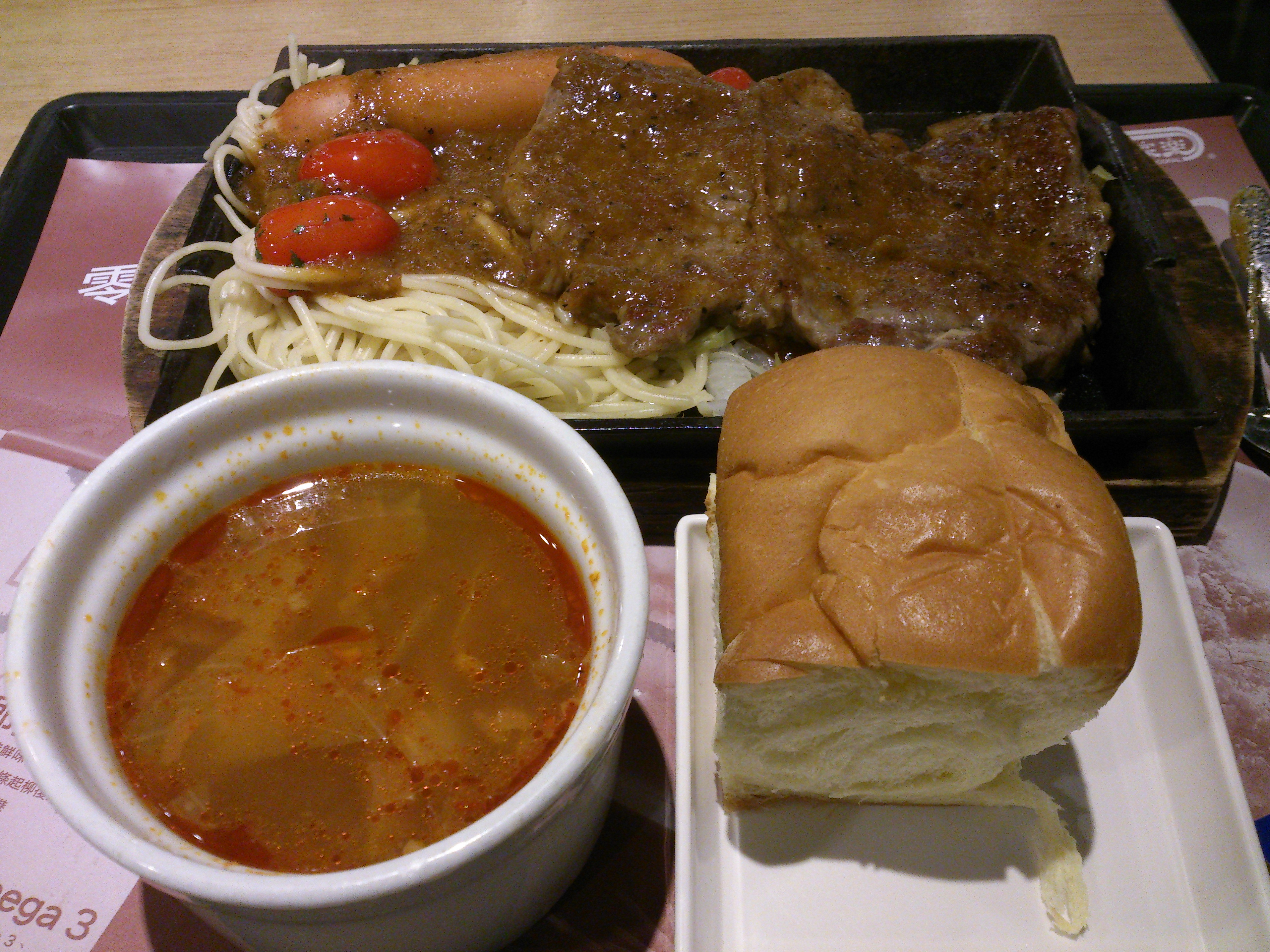
광둥-서양 퓨전 요리는 홍콩에서 흔하다. "서양"과 중국(주로 광둥)의 영향을 모두 받는다.
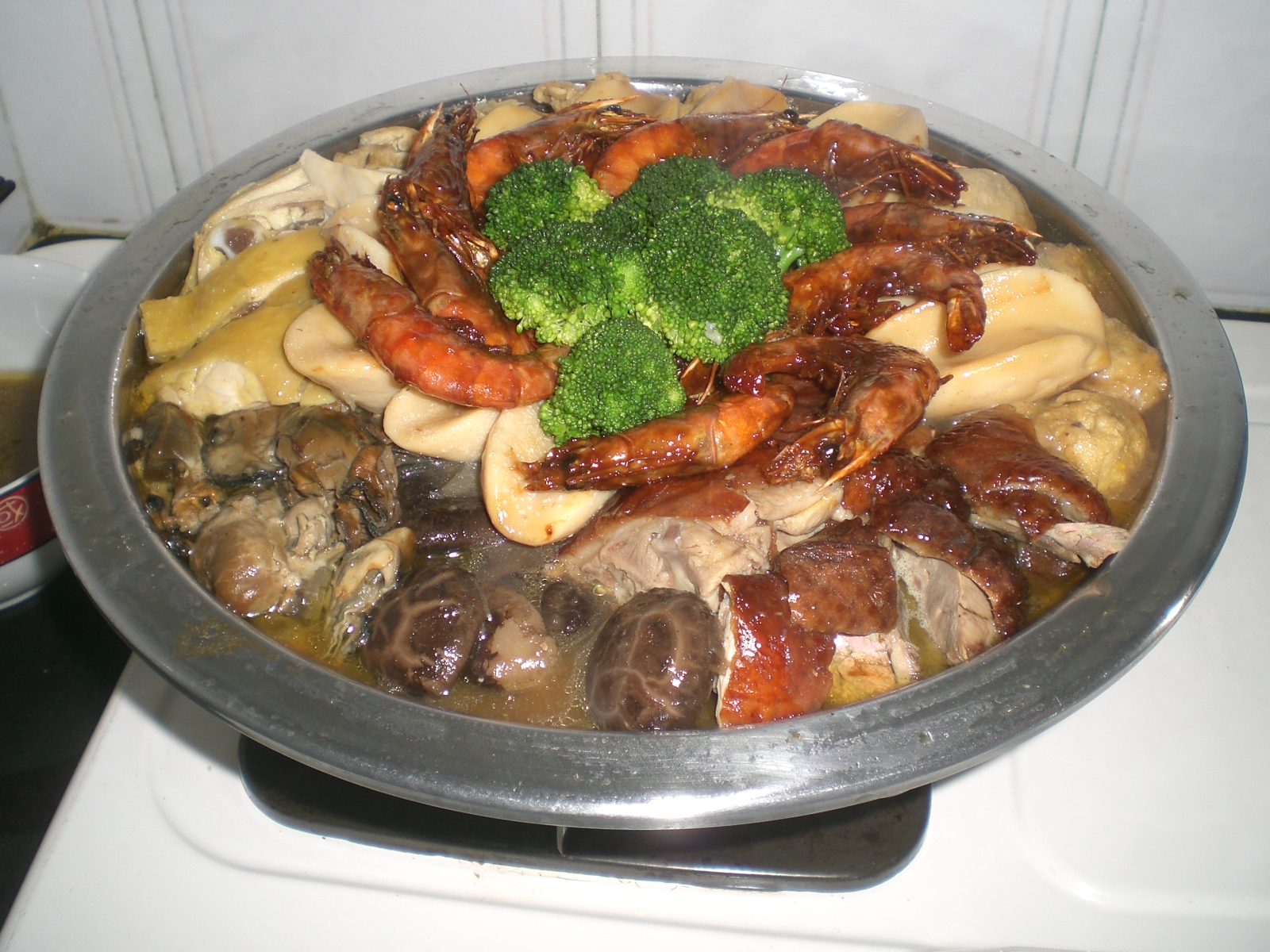
푼초이 한 그릇
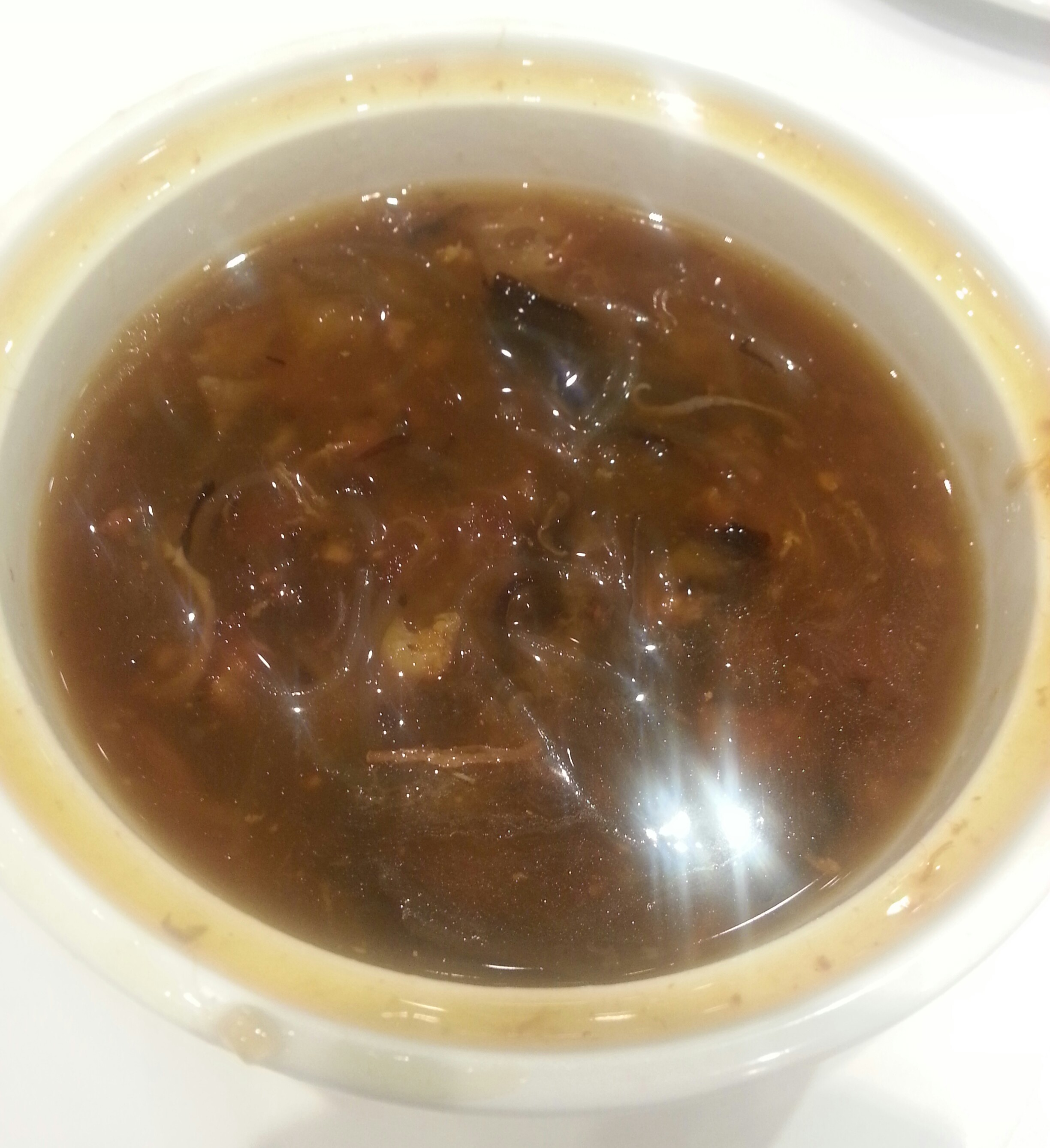
모조 샥스핀 수프는 홍콩에서 발명된 인기 있는 길거리 간식이다. 샥스핀 수프처럼 보이지만 실제 샥스핀을 사용하지 않는다. 수프는 인조 샥스핀, 당면, 곤약 젤, 또는 기타 대체 재료로 만들어진다.

## 전통 축제
홍콩에는 동양 문화의 일부로 서양 국가에서는 일반적으로 기념되지 않는 독특한 휴일이 있다. 단, 특정 화교(특히 광둥인) 공동체에서는 기념된다. 가장 잘 알려진 것은 설날로, 그레고리력 설날 약 한 달 후인 1월 말 또는 2월 초에 변동적으로 발생한다. 설날에 홍콩 사람들은 본토 광둥인들과 마찬가지로 전통적으로 설날 꽃 시장에 간다. 다른 한족 행사는 단오절로, 수백만 명이 전통의 일부로 집에서 쭝쯔를 만들며, 중추절에는 중국 빵집에서 대량의 월병을 구매한다.
홍콩에서만 볼 수 있는 몇 가지 축제도 있는데, 바로 청차우 빵 축제, 체궁의 생일, 홍콩 기원 축제이다.
홍콩 현지 축제
- 청차우 빵 축제
- 체궁의 생일에는 사틴의 체궁 사원이 붐빈다.
- 홍콩 기원 축제에는 현지인들이 기원 나무에 소원을 던진다.[50]

## 종교 및 신념

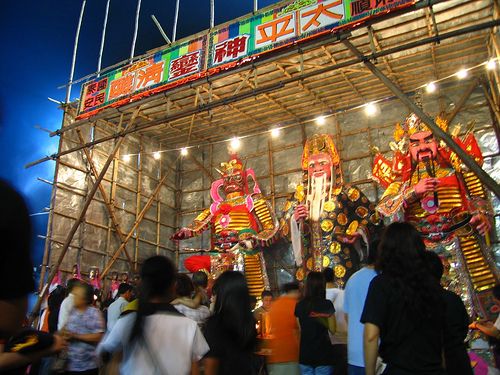
다자오 축제, 청차우 빵 축제에서 신들에게 경의를 표하는 사람들

홍콩의 종교는 다양하지만, 대부분의 홍콩인들은 광둥/광둥 혈통이며, 따라서 중국 민간 신앙의 광둥 지파를 따른다. 이 종교에는 유교 교리, 대승 불교, 도교 의례 전통의 요소도 포함되어 있다. 도교 전통에서도 홍콩인들은 광둥 특성을 보인다. 그들은 본토 광둥인들처럼 전통적으로 황대선과 훙싱, 마조와 같은 여러 도교 해신을 숭배한다.
2010년 공식 통계에 따르면, 전체 인구의 약 50%가 조직화된 종교에 속하며, 구체적으로는 홍콩 불교도 150만 명, 도교도 100만 명, 개신교도 48만 명, 가톨릭교도 35만 3천 명, 무슬림 22만 명, 힌두교도 4만 명, 시크교도 1만 명, 그리고 기타 소규모 공동체들이 있다. 비한족 토착 종교 신봉자의 상당수, 일부 경우 대다수는 비한족 혈통의 홍콩 시민이다.
나머지 인구의 절반은 주로 다른 중국 민간 신앙에 참여하는데, 이는 지역 신과 조상 숭배를 포함하며, 많은 경우 이러한 관행을 설문 조사에서 종교적 소속으로 선언하지 않는다. 대승 불교를 포함한 전통적인 광둥 종교는 영국의 홍콩 통치 기간 동안 일반적으로 권장되지 않았으며, 이는 기독교를 선호하는 경향이 있었다. 영국 통치의 종식과 도시 국가의 주권이 중국으로 이양되면서 불교와 중국 민간 신앙이 부활했다.

### 홍콩의 사망 전통
"망자에게 묻는"(Jyutping: Man6 mai5; 번체자: 問米) 기술은 오랫동안 홍콩의 전통이었다. 산 사람이 망자에게 저승에서의 삶에 대해 묻고 싶어 하는 것은 흔한 일이다. 이러한 의례에서 사람들은 종이로 만든 의복, 종이로 만든 돈, 종이로 만든 음식을 태우는데, 이는 전통적으로 이 물건들을 망자에게 전달하여 그들에게 더 편안한 저승을 선사할 수 있다고 믿는다.
이 전통은 중국의 전국시대, 기원전 476년경에 시작되었다. 이것은 중국 남부와 홍콩의 특정 지역에서 흔히 볼 수 있는 고대 관습이다. 그러나 오늘날 사람들이 이를 미신으로 여기는 경향이 증가함에 따라 이 관습을 지지하는 상점의 수는 감소하고 있다.

## 여가
홍콩인들은 여가에 많은 시간을 할애한다. 마작은 인기 있는 사교 활동이다. 가족과 친구들은 축제와 공휴일에 집이나 마작방에서 몇 시간 동안 게임을 즐길 수 있다. 공원에서는 노인들이 중국 장기를 두는 모습을 구경꾼들이 에워싸고 있는 모습도 흔하다. 차이니스 체커와 같은 다른 보드 게임은 모든 연령대의 사람들이 즐긴다.
십대들 사이에서는 쇼핑, 외식, 가라오케 및 비디오 게임이 인기가 있으며, 문화적 및 지리적 근접성 때문에 일본이 디지털 엔터테인먼트의 주요 공급원이다. 리틀 파이터 온라인과 같은 인기 있는 현지 발명 비디오 게임도 있다. 20세기 중반 홍콩에는 일본 외 지역에서 가장 최신 아케이드 게임이 일부 있었다. 삼합회와 비디오 아케이드 사이에 부정적인 연관성이 있었다. 오늘날 가정용 비디오 게임 콘솔의 인기가 급증하면서 아케이드 문화는 다소 퇴색했다.

### 쇼핑

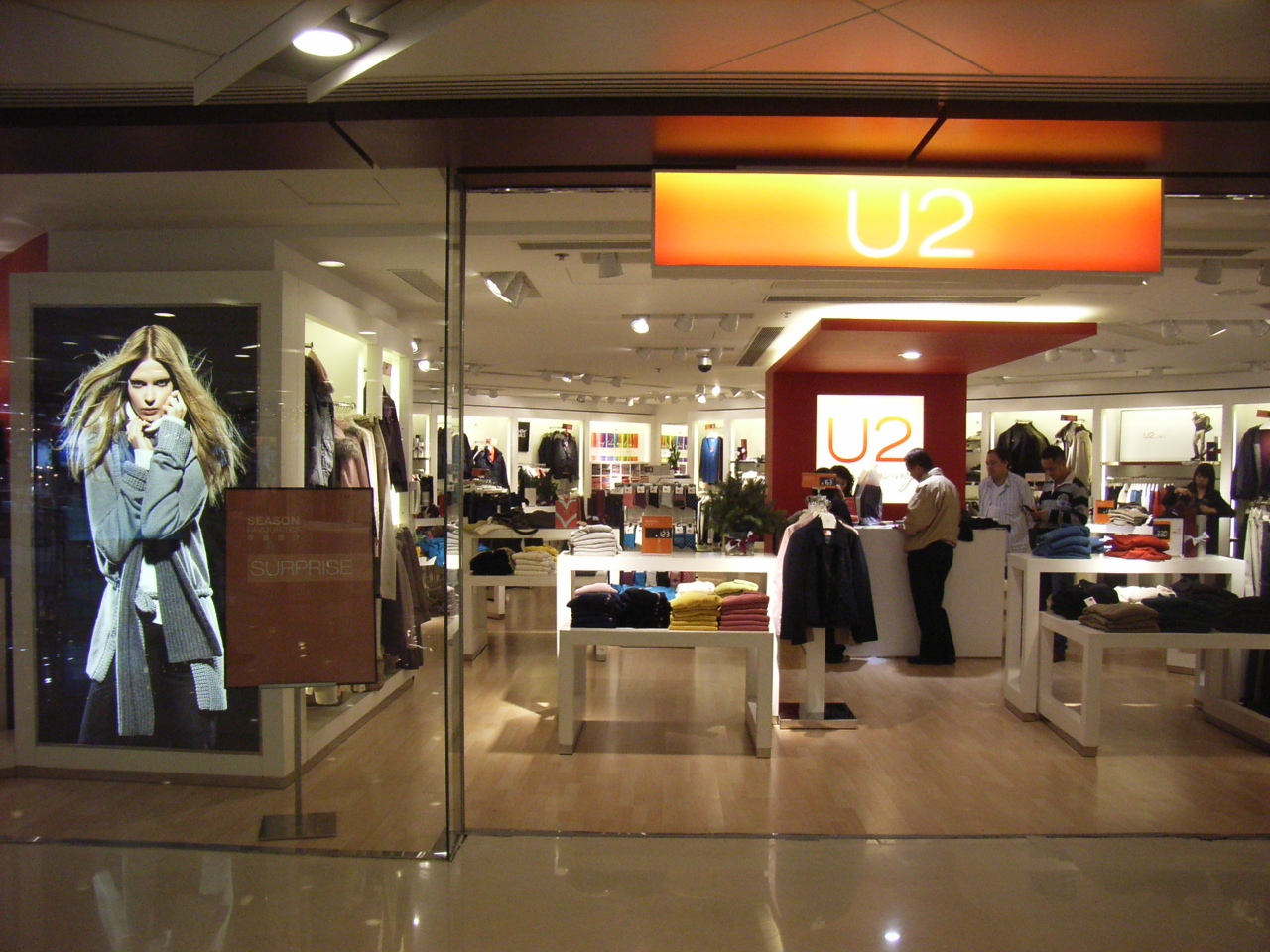
U2와 같은 서양식 상점이 많다.

"쇼핑 천국"이라는 별명을 가진 홍콩은 여러 백화점이 있는 쇼핑 지구로 잘 알려져 있다. 홍콩으로 운송되는 많은 수입품은 국제 표준보다 낮은 세금을 부과하여 대부분의 품목을 일반 대중이 저렴하게 구매할 수 있도록 한다.
홍콩은 물질주의 문화와 높은 수준의 소비주의로 특징지어진다. 가장 저렴한 상점에서 가장 고급스러운 상점까지 거리에 밀집해 있다. 인기 있는 쇼핑 장소로는 몽콕, 짐사저이, 코즈웨이베이 등이 있다.

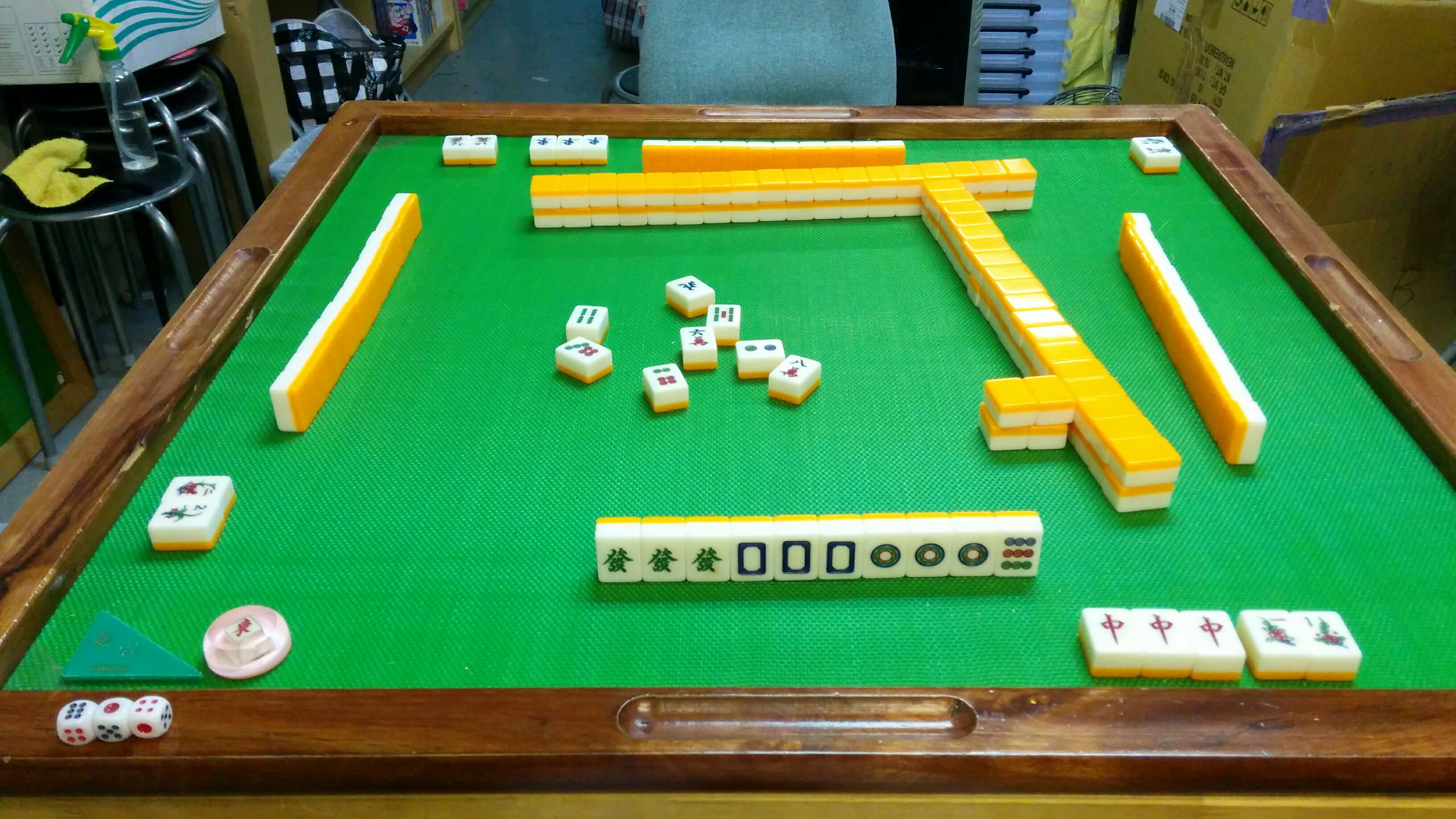
마작 테이블 세팅

### 도박
도박은 광둥 문화에서 인기가 있으며, 홍콩도 다르지 않다. 1980년대 영화인 정전자와 같은 영화들은 홍콩 도박에 다소 매력적인 이미지를 부여했다. 그러나 도박은 홍콩 정부가 승인하고 감독하는 세 개의 공인 기관에서만 합법이다. 경마 (해피밸리 및 사틴), 마크 식스 복권, 그리고 최근에는 축구 베팅이다.
마작과 여러 종류의 카드 게임은 즐거움을 위해 또는 돈을 걸고 할 수 있으며, 많은 마작방이 이용 가능하다. 그러나 마작방은 면허를 더 이상 얻을 수 없어 서서히 사라지고 있으며, 결과적으로 많은 오래된 마작방이 문을 닫아야 했다.

#### 도박 단체
홍콩 자키 클럽은 주로 중년 남성인 현지인에게 경마 및 도박을 위한 유일한 합법적인 수단을 제공한다. 이 클럽은 영국 식민지 정부에 의해 1844년에 설립되었으며, 첫 경마장은 해피밸리에 건설되었다. 이 클럽은 제2차 세계 대전 중 일본의 홍콩 점령으로 인해 몇 년 동안 폐쇄되었다. 1975년에는 복권 마크 식스가 도입되었다. 그리고 2002년에는 잉글랜드 FA 프리미어리그와 월드컵을 포함한 축구 월드 챔피언십 경기에 대한 베팅을 제공했다.

## 무술
홍콩의 무술은 오락이나 운동의 한 형태로 받아들여진다. 태극권은 특히 노인들 사이에서 가장 인기 있는 무술 중 하나이다. 아침 일찍 공원에서 단체로 수련하는 모습을 흔히 볼 수 있다. 많은 무술 형태는 광둥인 조상들의 여러 세대로부터 전수되어 왔다. (주로 광둥) 사마귀, 뱀권, 학권과 같은 양식은 가장 잘 알려진 것 중 일부이다. 초현대식 고층 건물 옆 봉우리에서 야외에서 수련하는 사람들의 모습은 또한 독특한 분위기를 자아낸다.

## 스포츠
제한된 토지 자원에도 불구하고 홍콩은 계속해서 레크리에이션 및 경쟁 스포츠를 제공한다. 현지에서 홍콩의 스포츠는 "클럽 라이프"로 묘사된다. 홍콩 콜리세움과 같은 주요 다목적 경기장과 맥퍼슨 경기장과 같은 일반 시민 시설을 이용할 수 있다. 국제적으로 홍콩은 올림픽 및 기타 수많은 아시안 게임 행사에 참가했다.

## 비디오 게임
아케이드 게임은 1970년대 후반에 홍콩에 처음 등장했다. 아케이드 비디오 게임의 황금기 동안 대부분의 게임은 남코와 타이토와 같은 일본 회사에서 설계되었지만, 미드웨이 게임스와 아타리와 같은 미국 게임 개발사에서 라이선스를 받았다. 홍콩 시장에 처음 진출한 게임은 퐁이었지만, 가장 인기 있었던 것은 남코의 팩맨, 타이토의 스페이스 인베이더, 닌텐도의 마리오브라더스 (각각 1978년, 1980년, 1983년 출시)였다. 이 게임들은 너무 인기가 많아 팩맨은 1983년 만화 노부자, 산-티의 애니메이션 영화 버전에 등장했다. 1987년 캡콤의 스트리트 파이터는 전례 없는 성공을 거두었고, 무허가 영화 각색작과 만화가 시장을 휩쓸었으며, 그 중에는 허경징이 중국 무술 요소를 통합한 작품도 있었다. 마찬가지로 SNK의 더 킹 오브 파이터즈는 1994년에 출시되어 수년간 청소년 패션에 영향을 미쳤고, 최소 30개의 현지 "쿵푸 만화"가 이 게임을 기반으로 했다.

## 홍콩의 이미지

홍콩의 문장에는 홍콩 난초 문양이 있다.
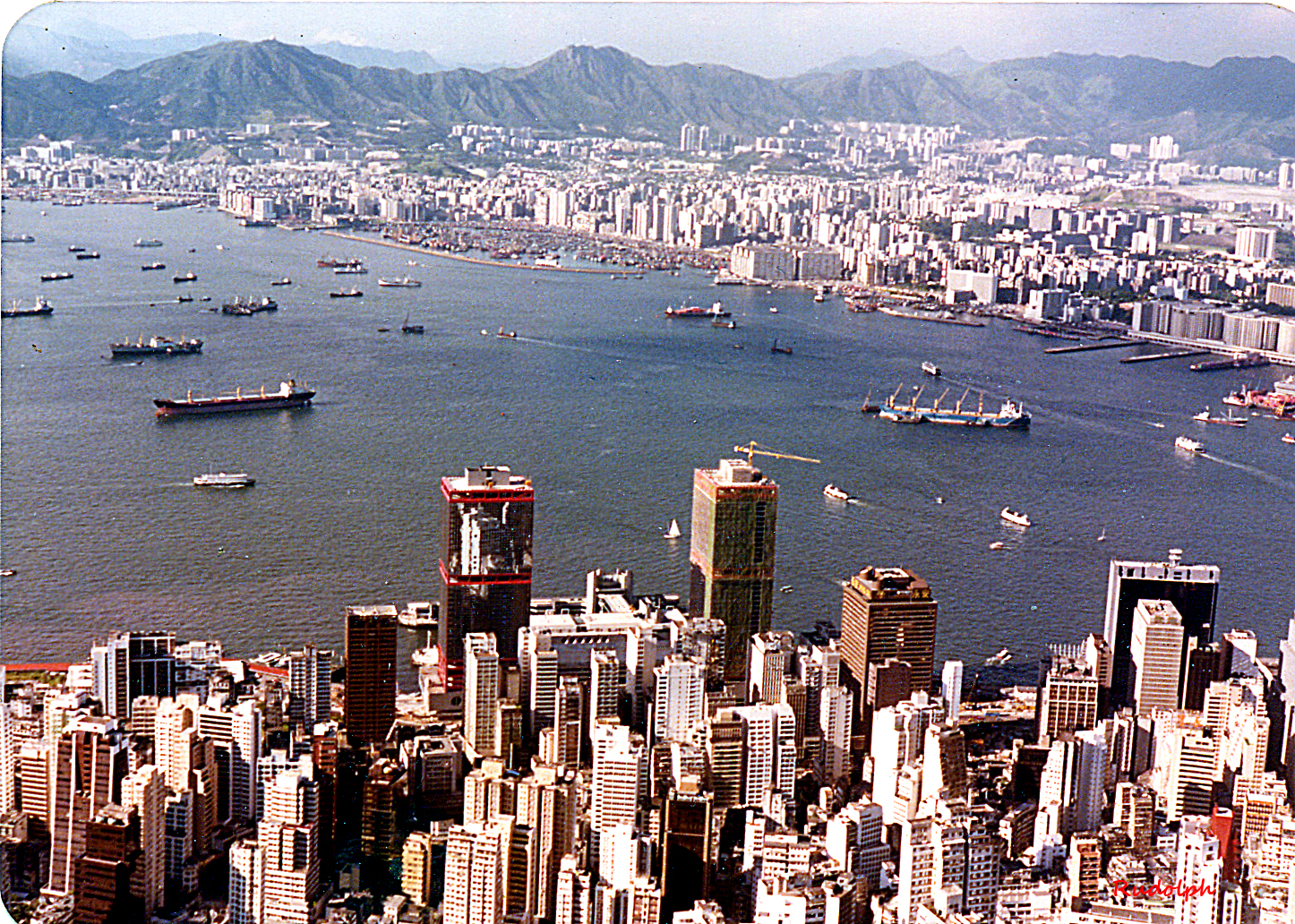
1985년의 홍콩
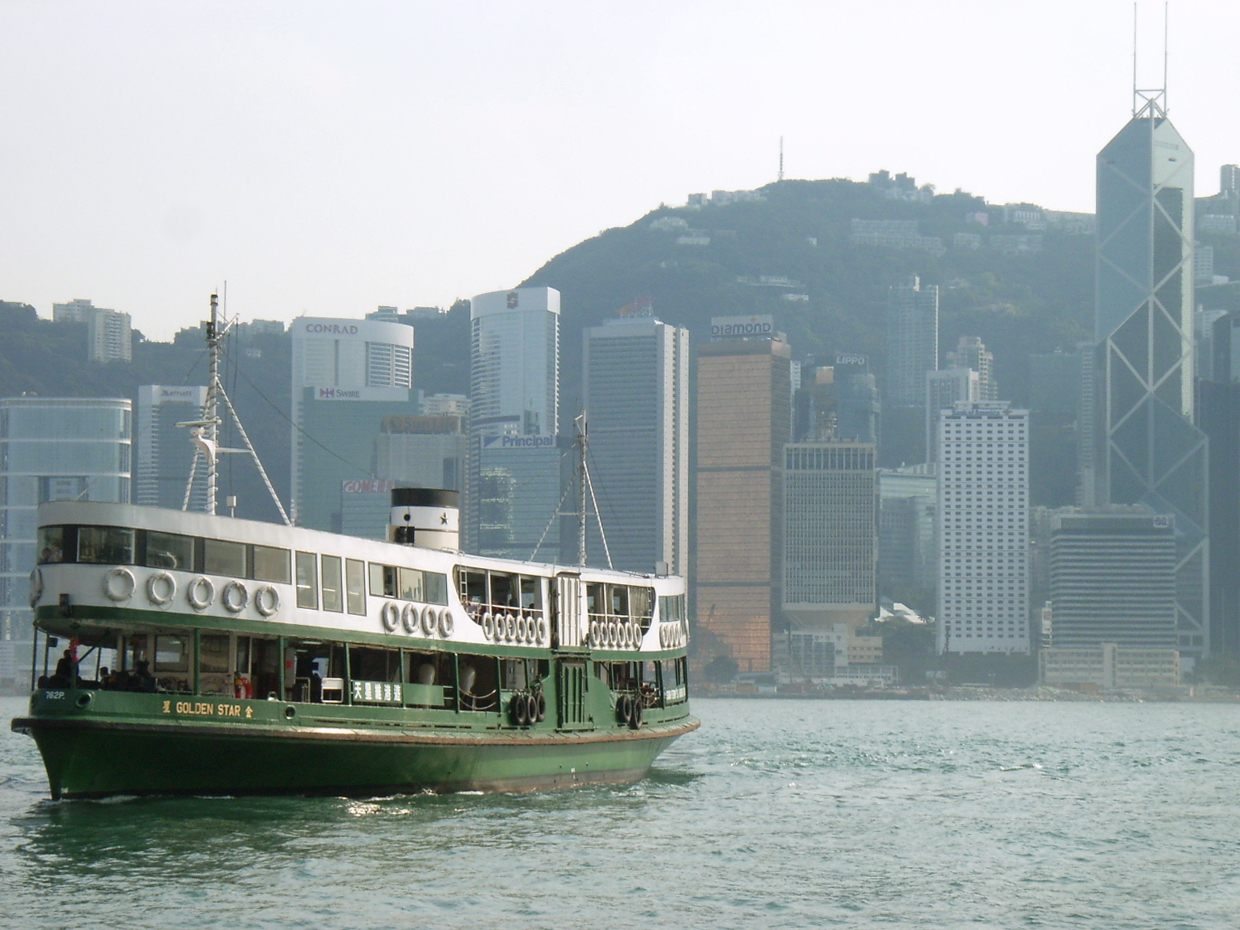
스타페리는 홍콩의 상징으로, 도시에서 가장 오래된 대중교통 시스템 중 하나이며, 한때 홍콩섬과 구룡을 오가는 유일한 방법 중 하나였다. 스타페리는 오늘날에도 빅토리아항에서 상징적인 경치와 시야를 제공하며 인기가 많다.
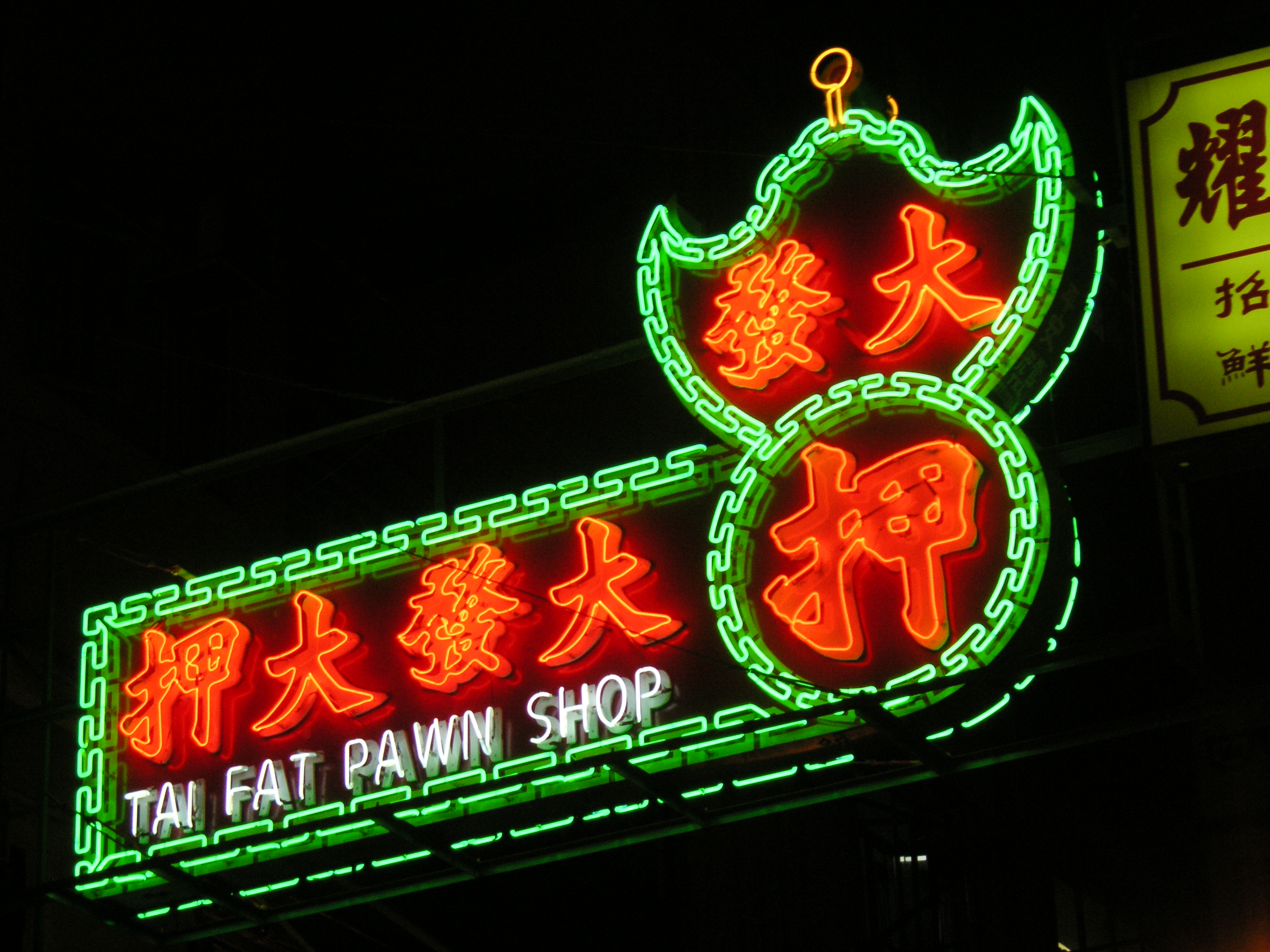
전당포는 홍콩에서 여전히 흔하다.
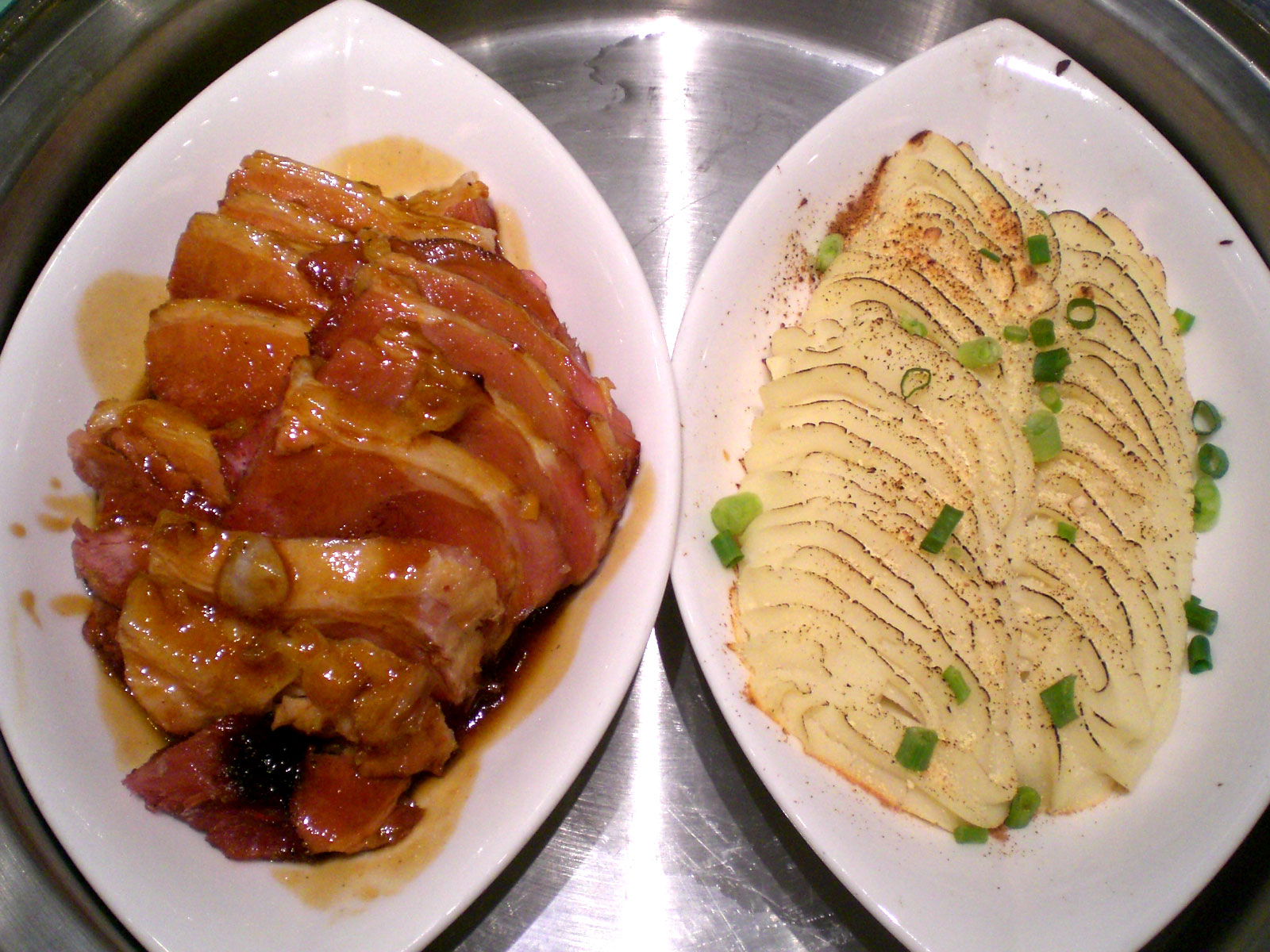
홍콩은 "미식의 천국"이라고 불리며, 전 세계의 다양한 요리가 있다.
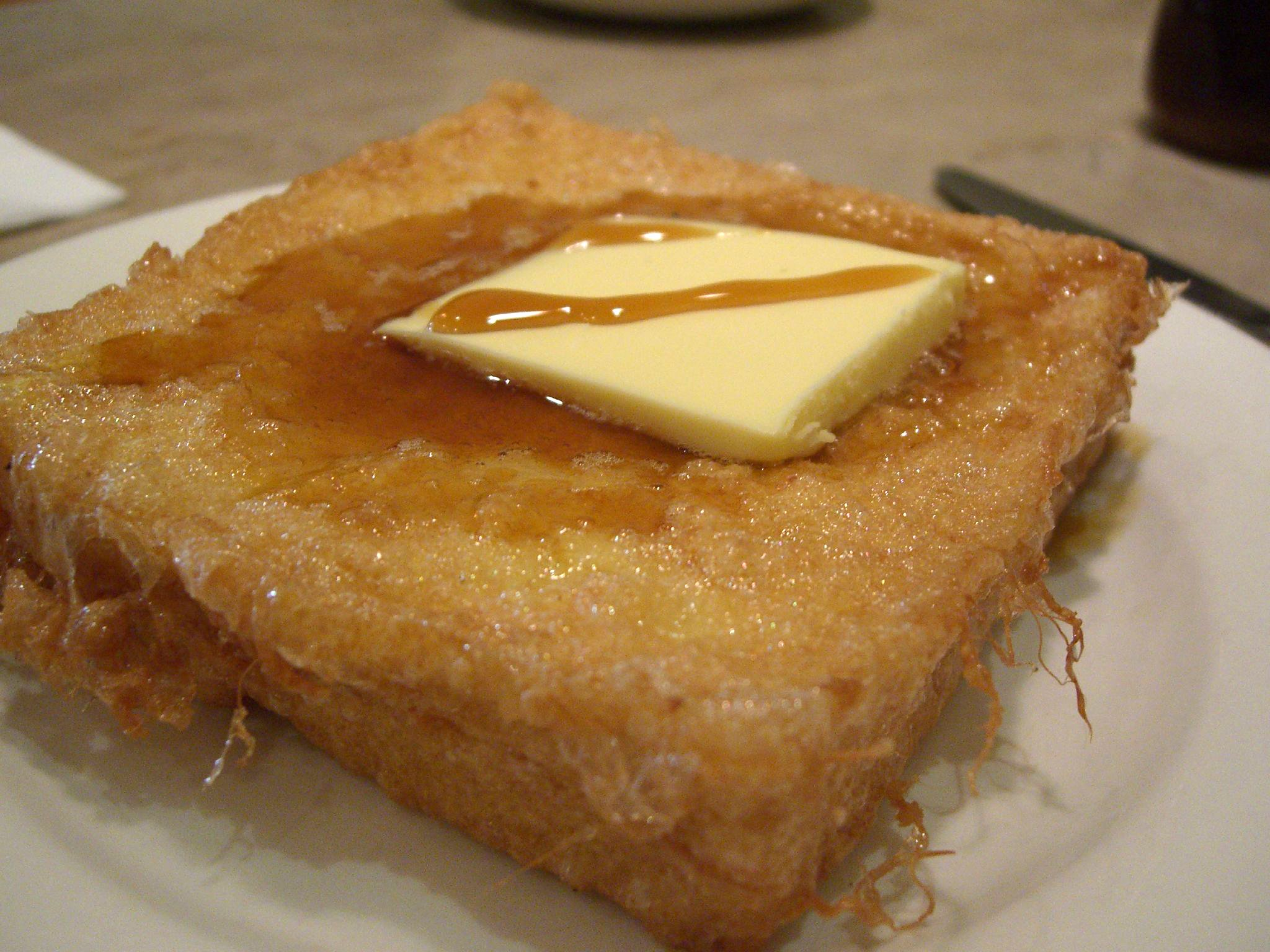
홍콩식 프렌치 토스트
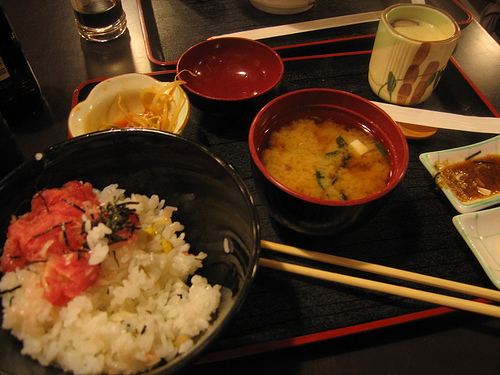
일본 요리는 홍콩에서 인기가 많다.
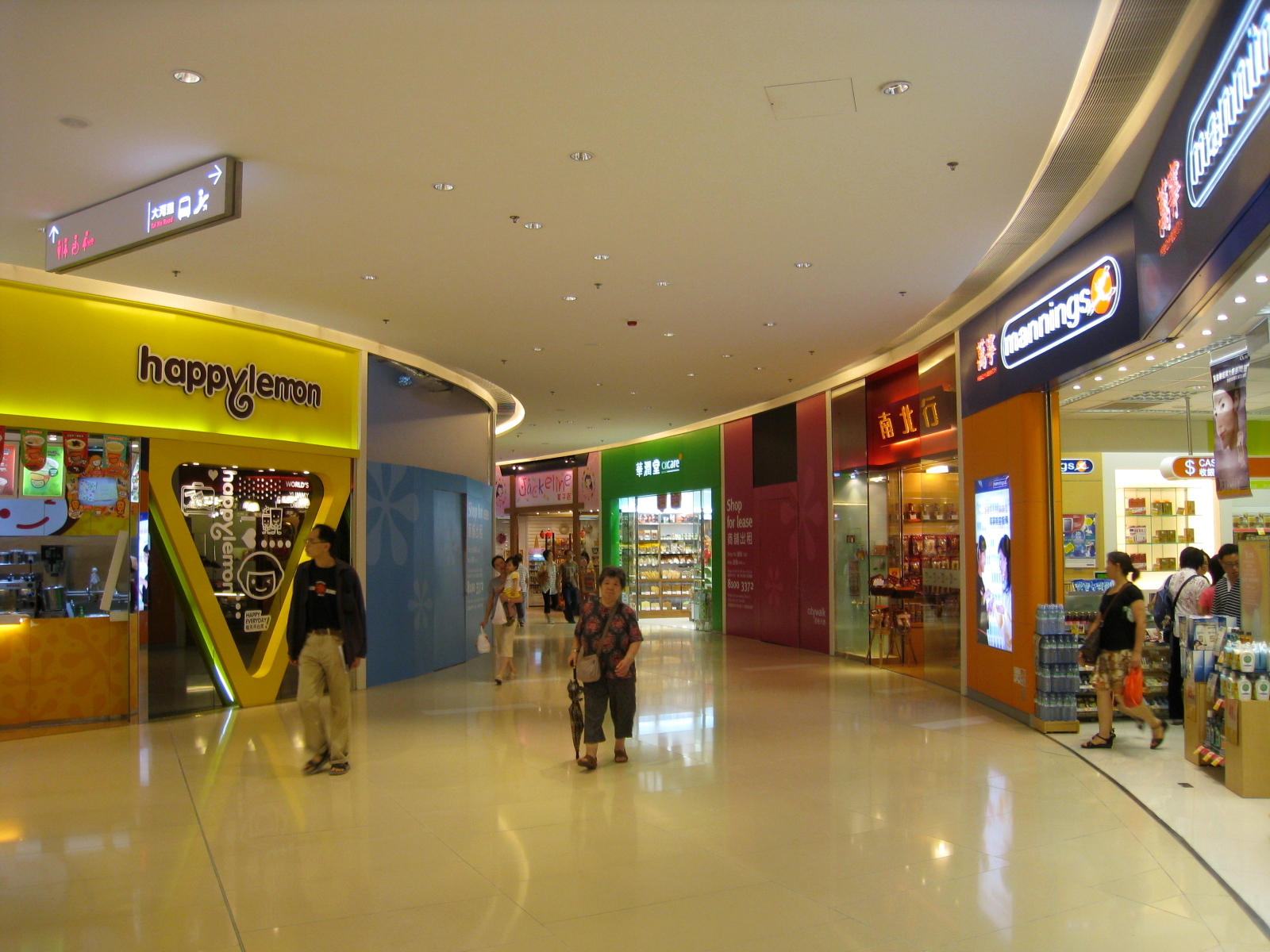
홍콩은 "쇼핑 천국"이라고도 불리며, 곳곳에 쇼핑몰이 있다.
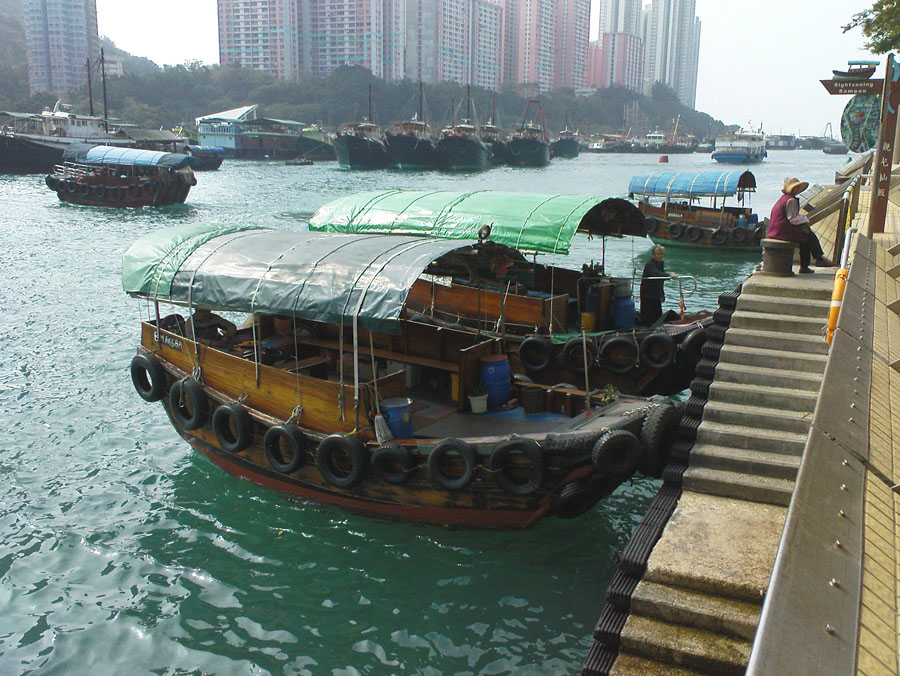
삼판은 과거 어부들의 거주 공간이었다. 오늘날에는 주로 관광객 운송에 사용된다.
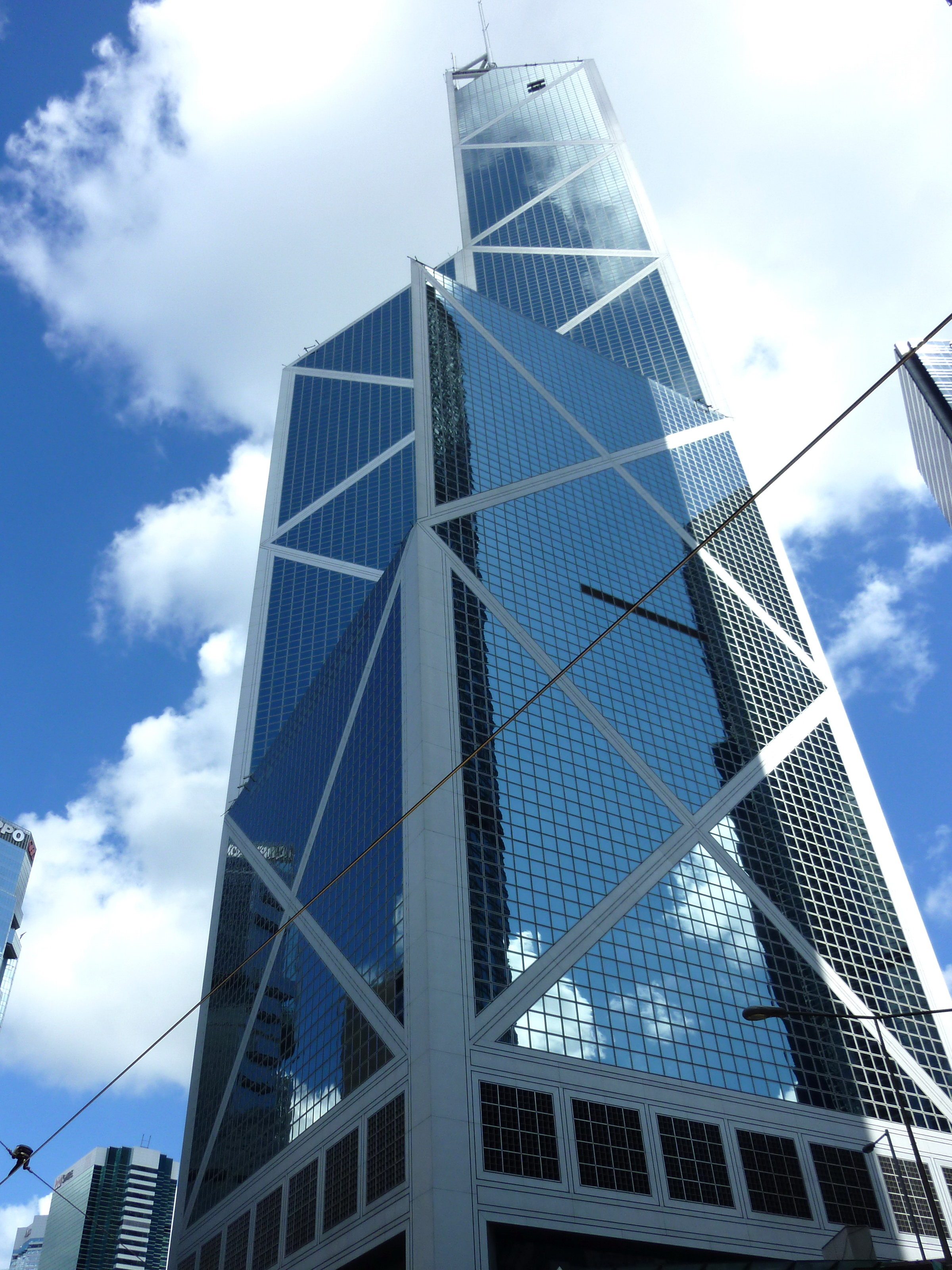
중국은행 타워 (홍콩)
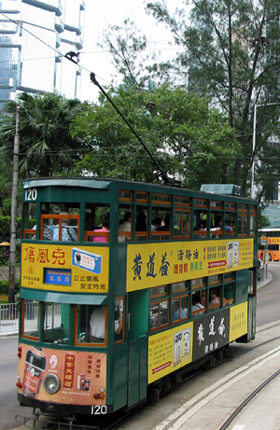
홍콩 트램은 홍콩섬에서 흔하다.
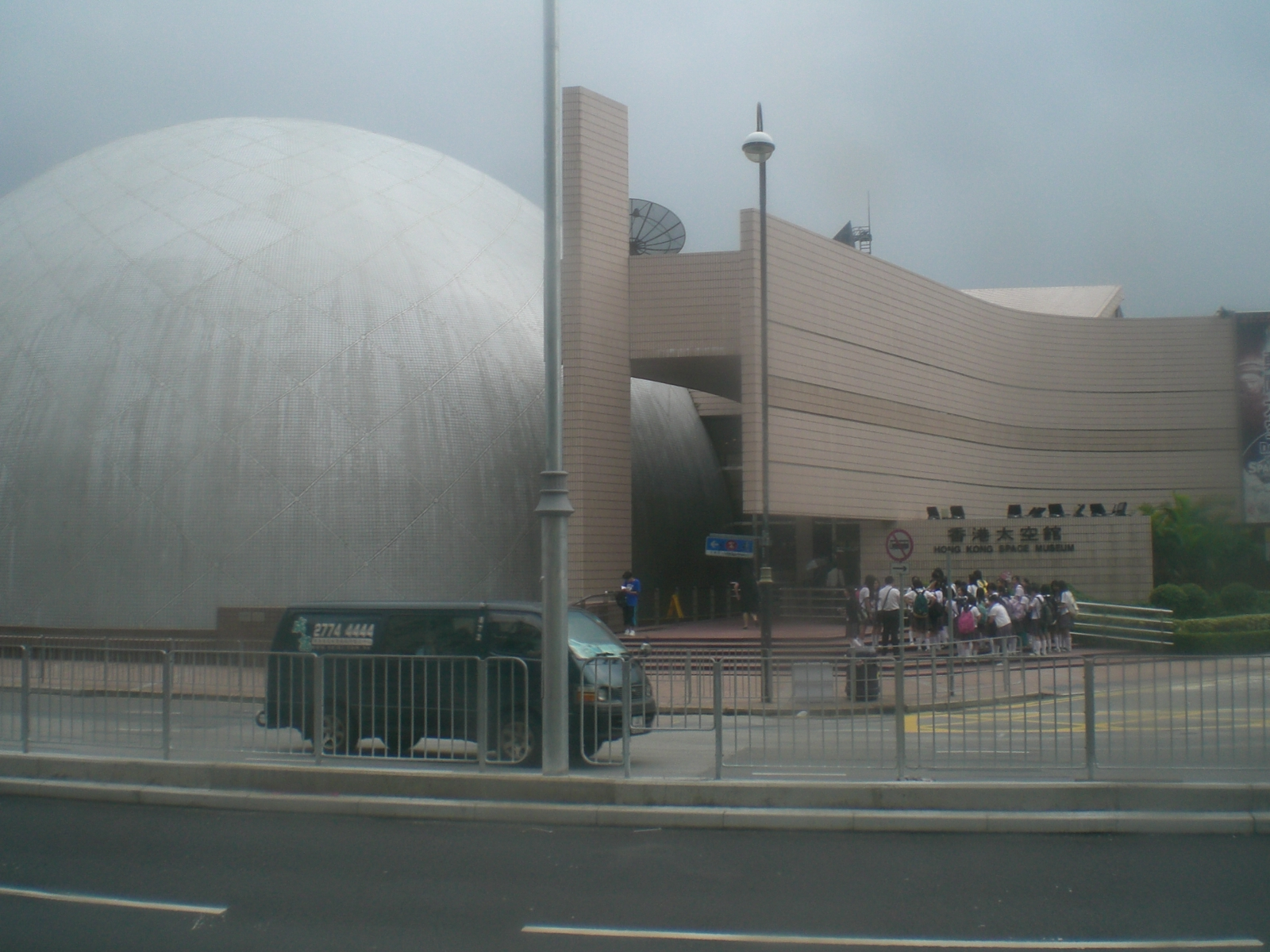
홍콩 태공관
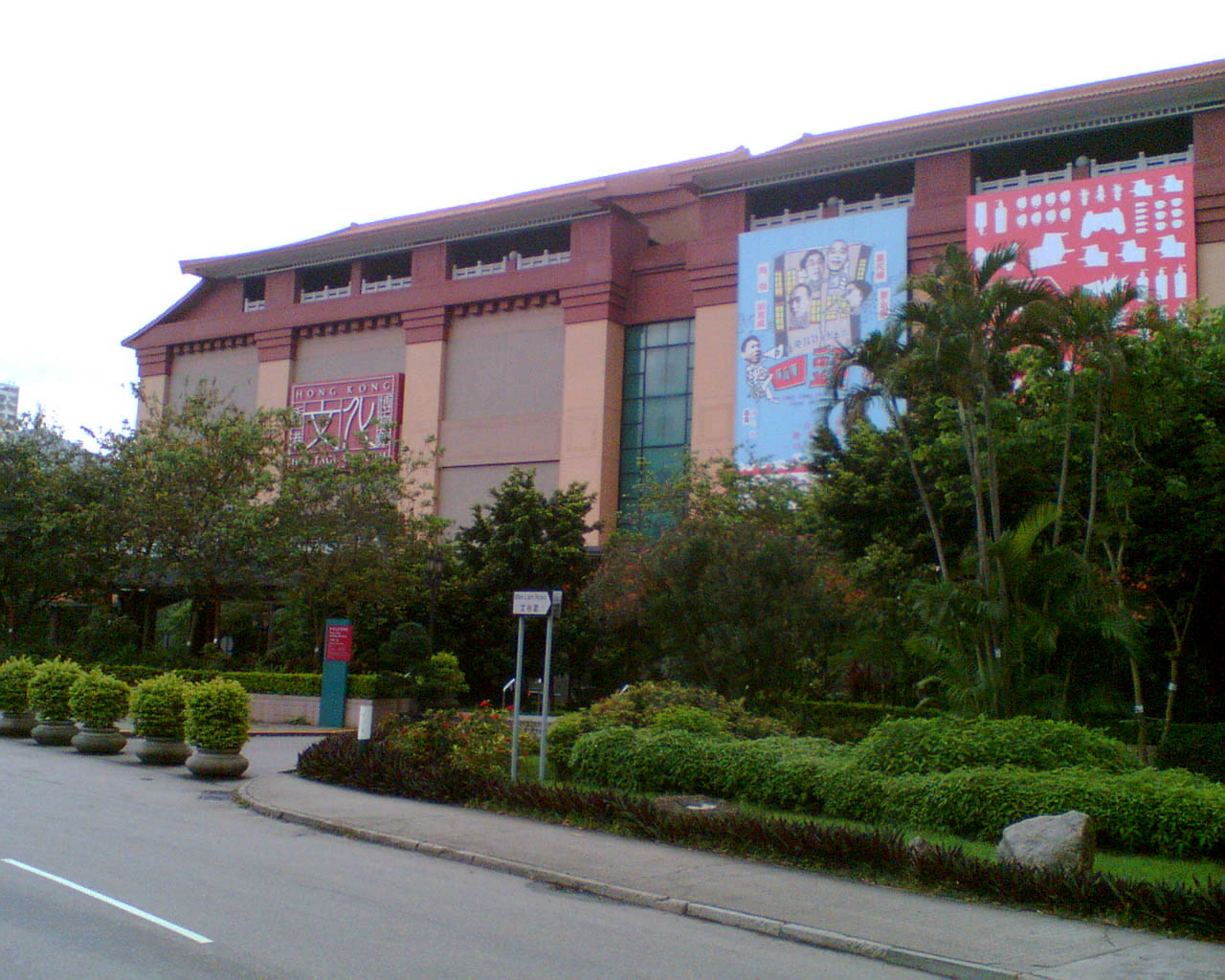
홍콩 문화박물관
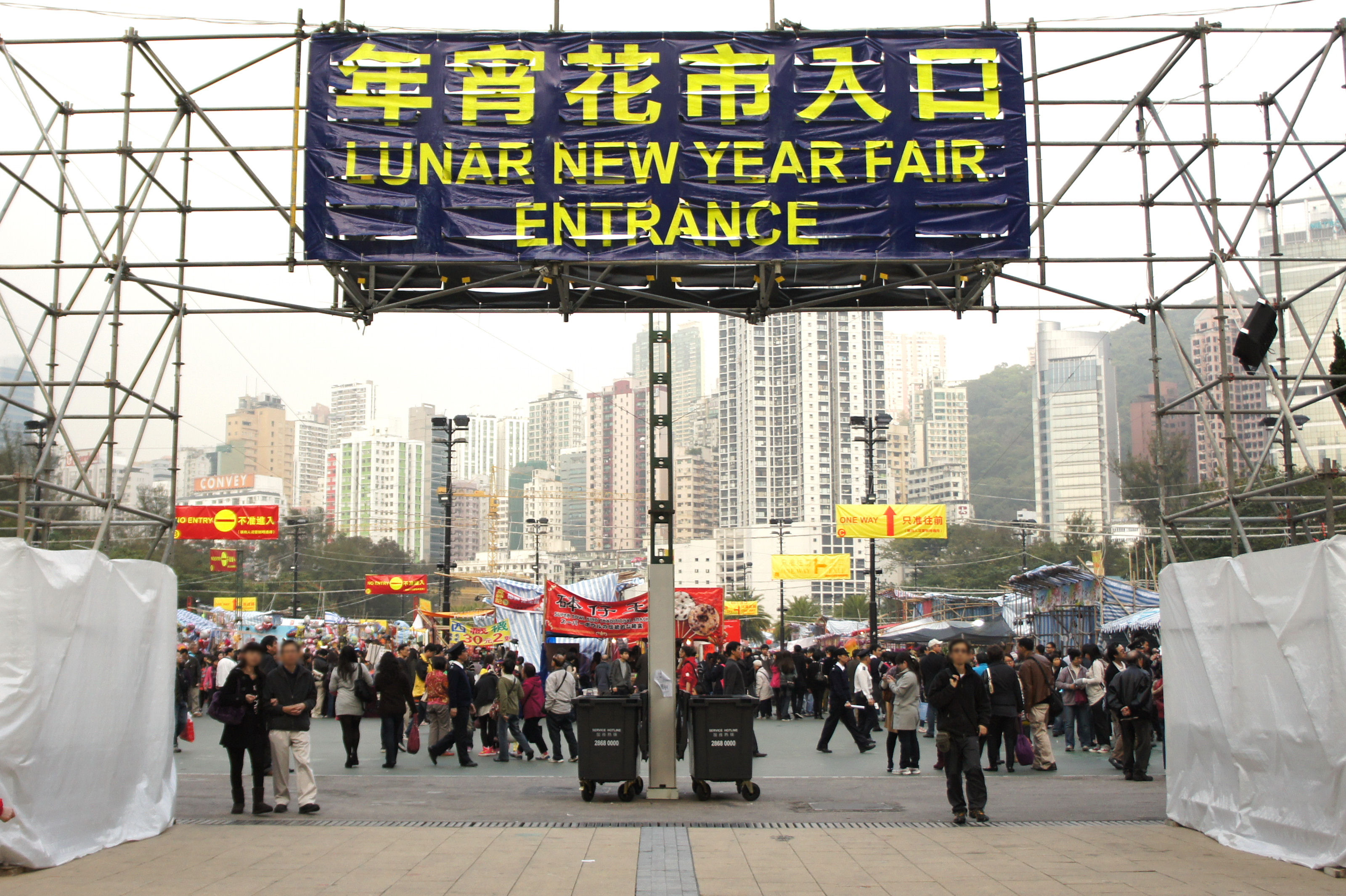
2012년 빅토리아 공원의 설날 꽃 시장
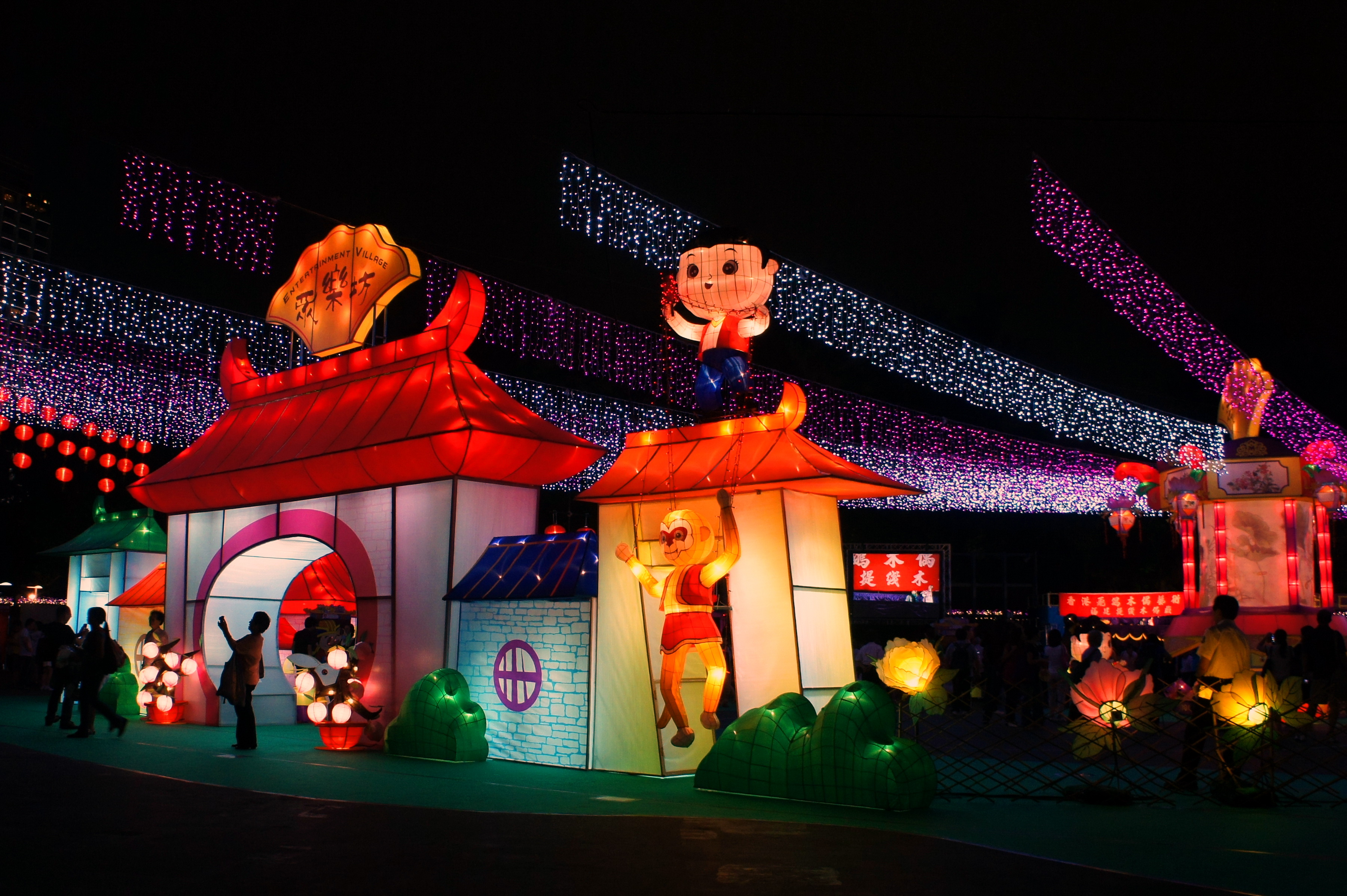
2012년 빅토리아 공원의 중추절 등불 축제
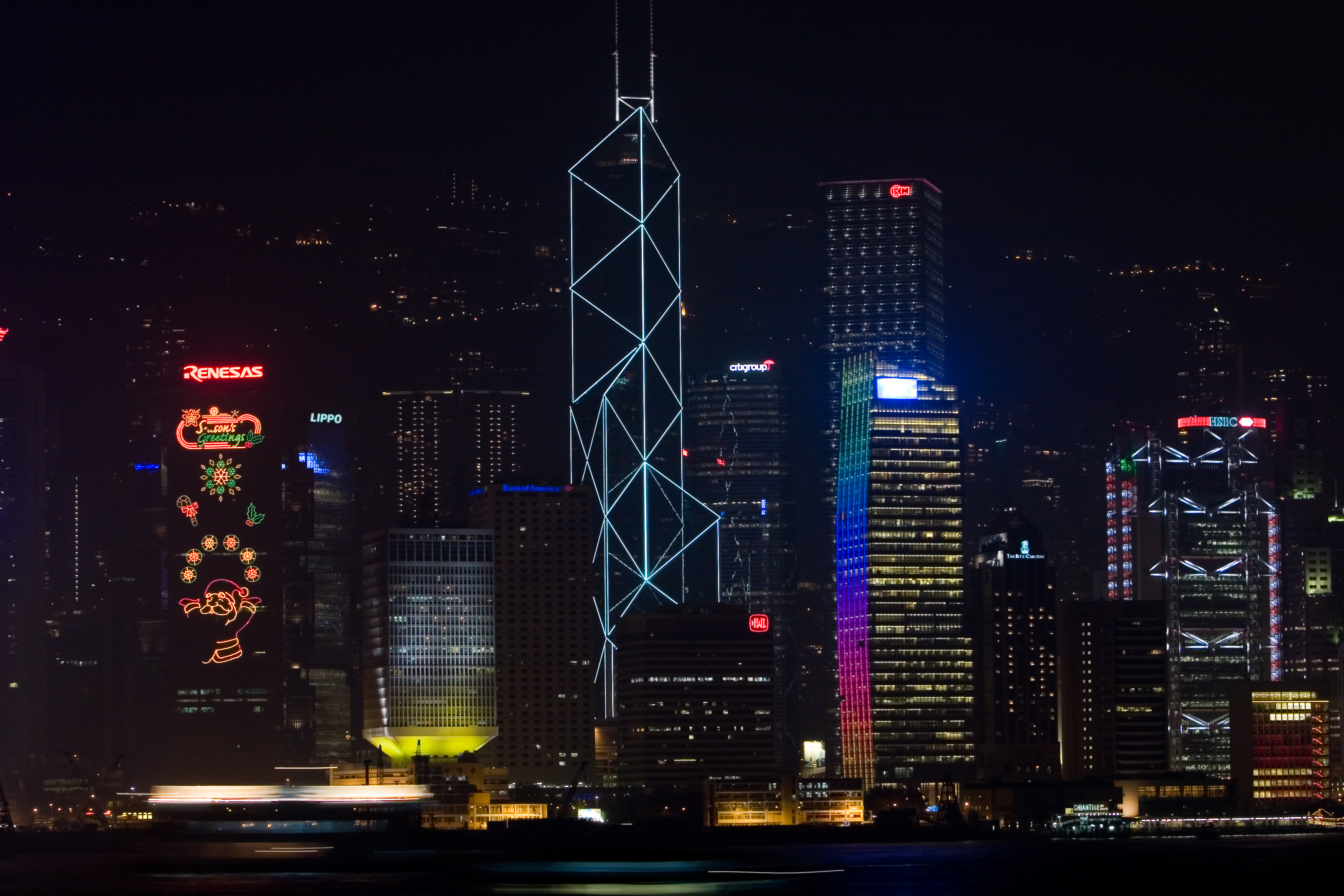
밤의 빅토리아항
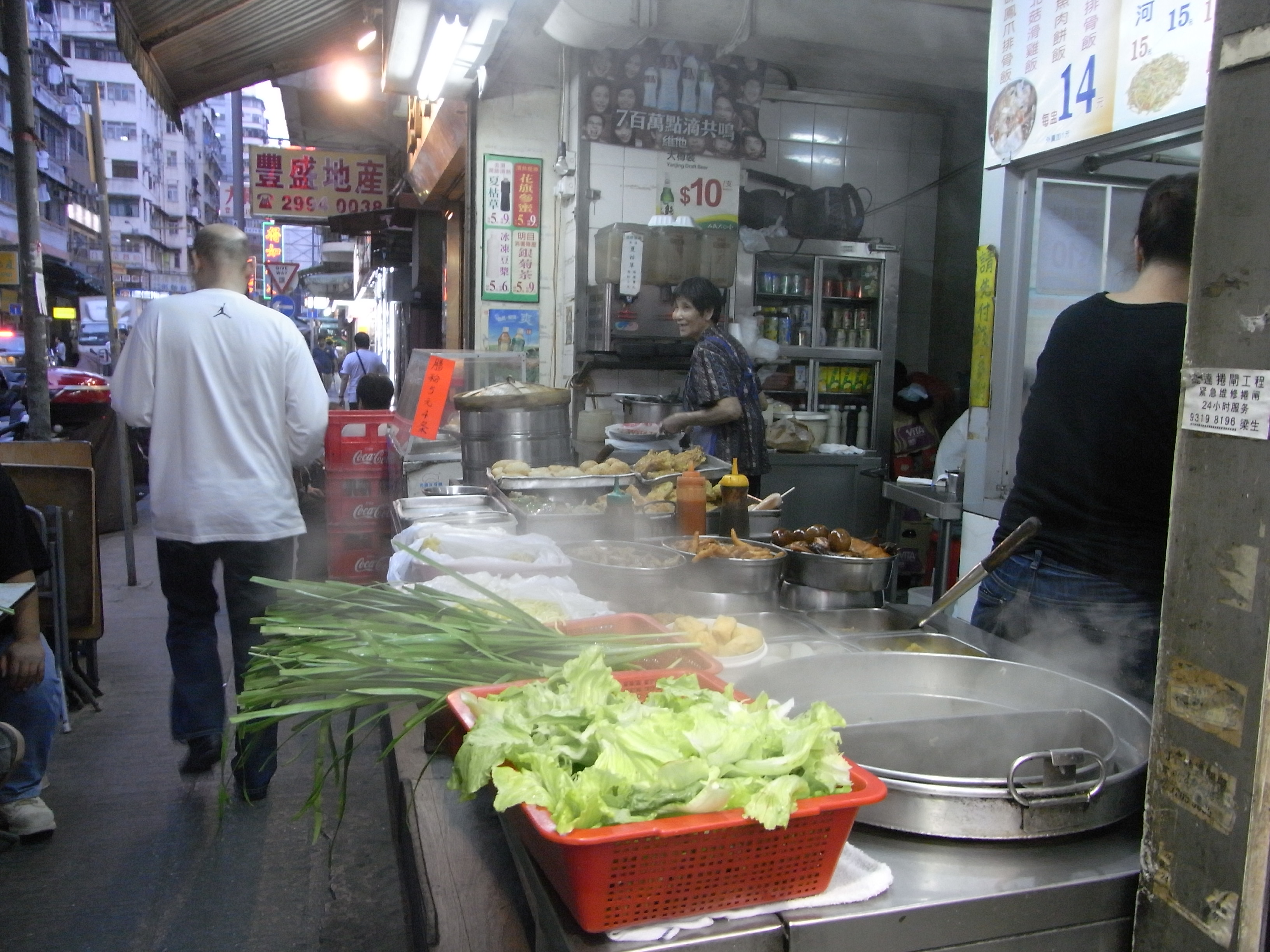
피트 거리 (홍콩)의 다이파이동
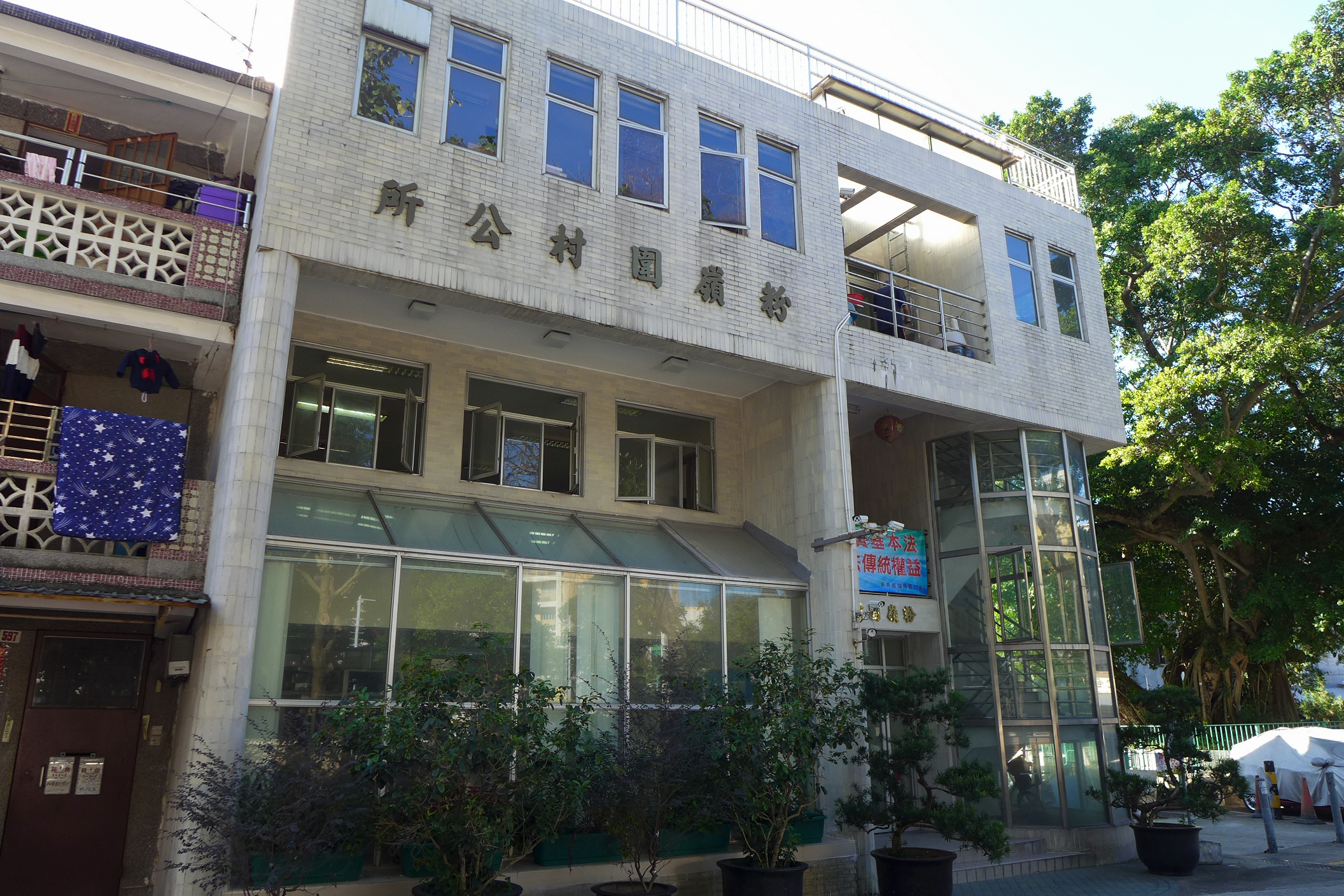
판링의 위안춘 (2017년)
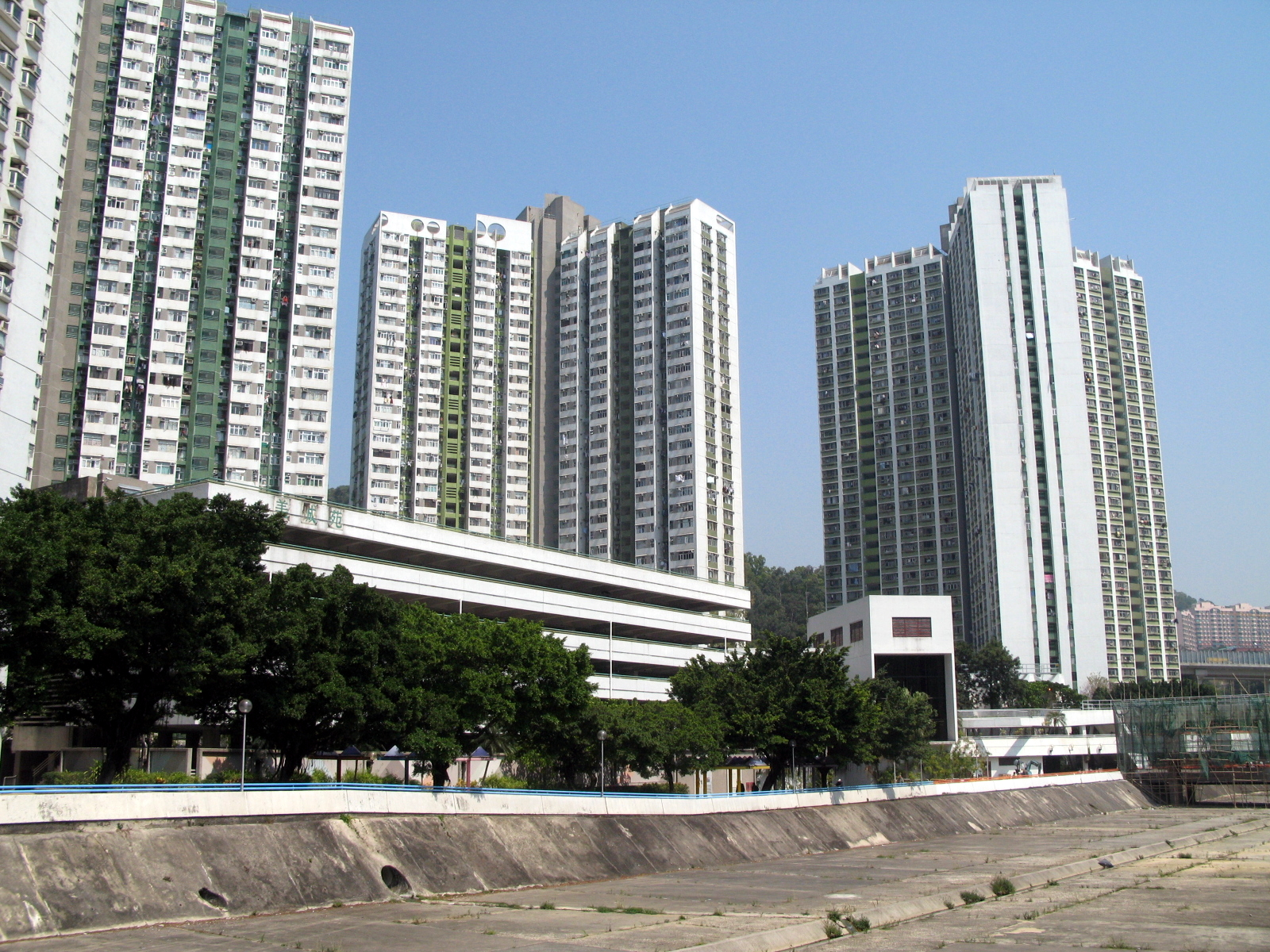
홍콩의 전형적인 공영 주택
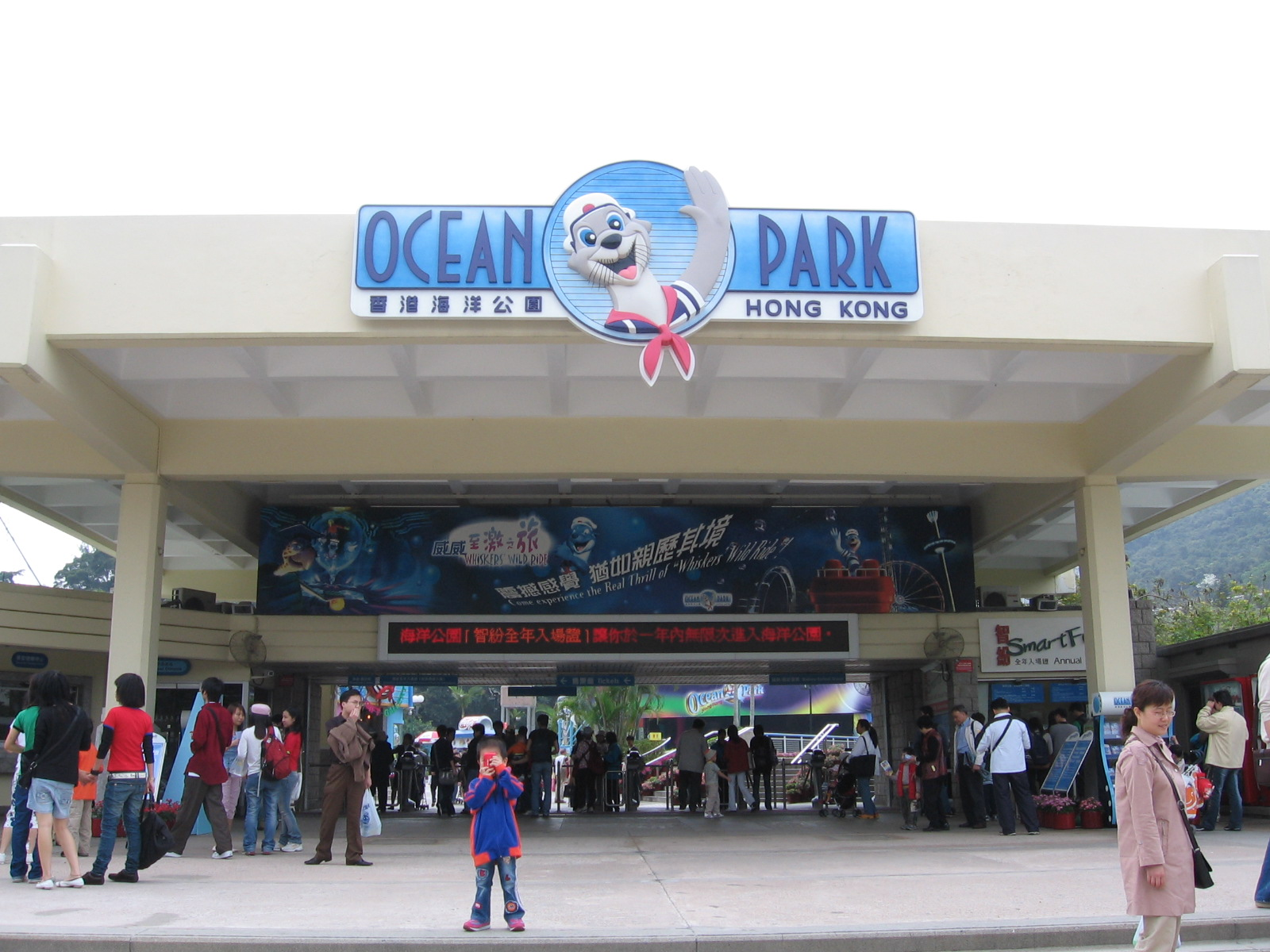
홍콩 오션파크 입구 (2006년)
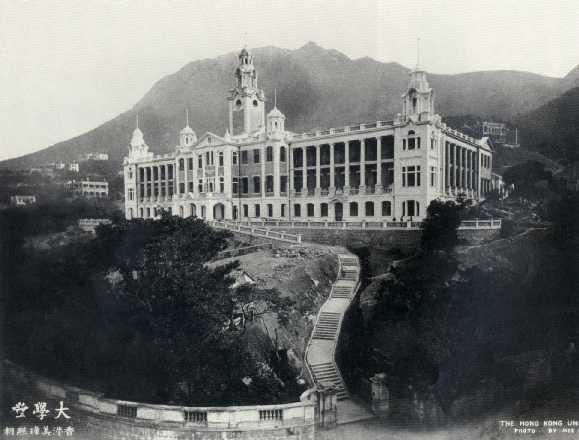
홍콩 대학 (1912년)

## 같이 보기

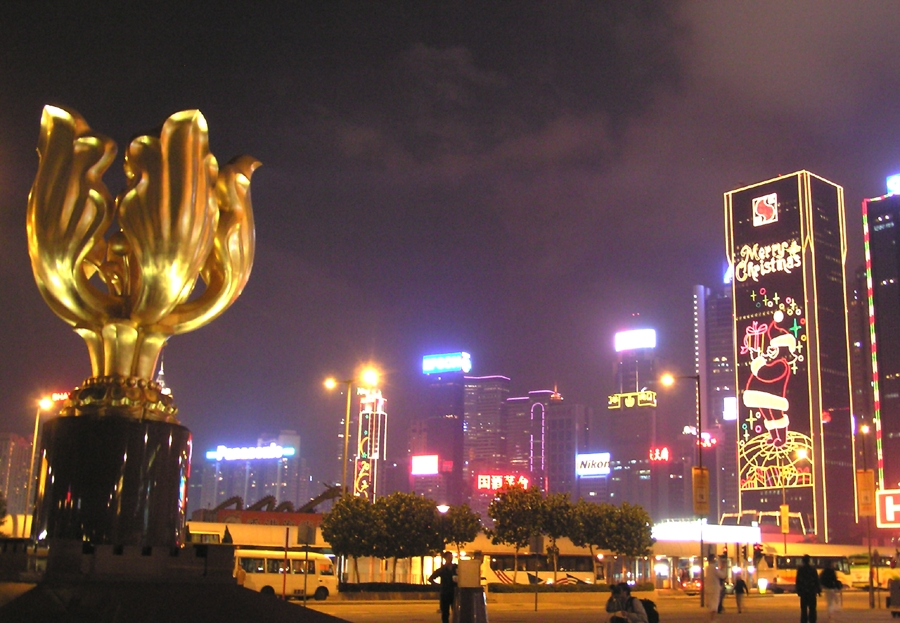
크리스마스 밤의 금자형 광장; 광장에는 홍콩 난초의 거대한 황금 동상이 있다.

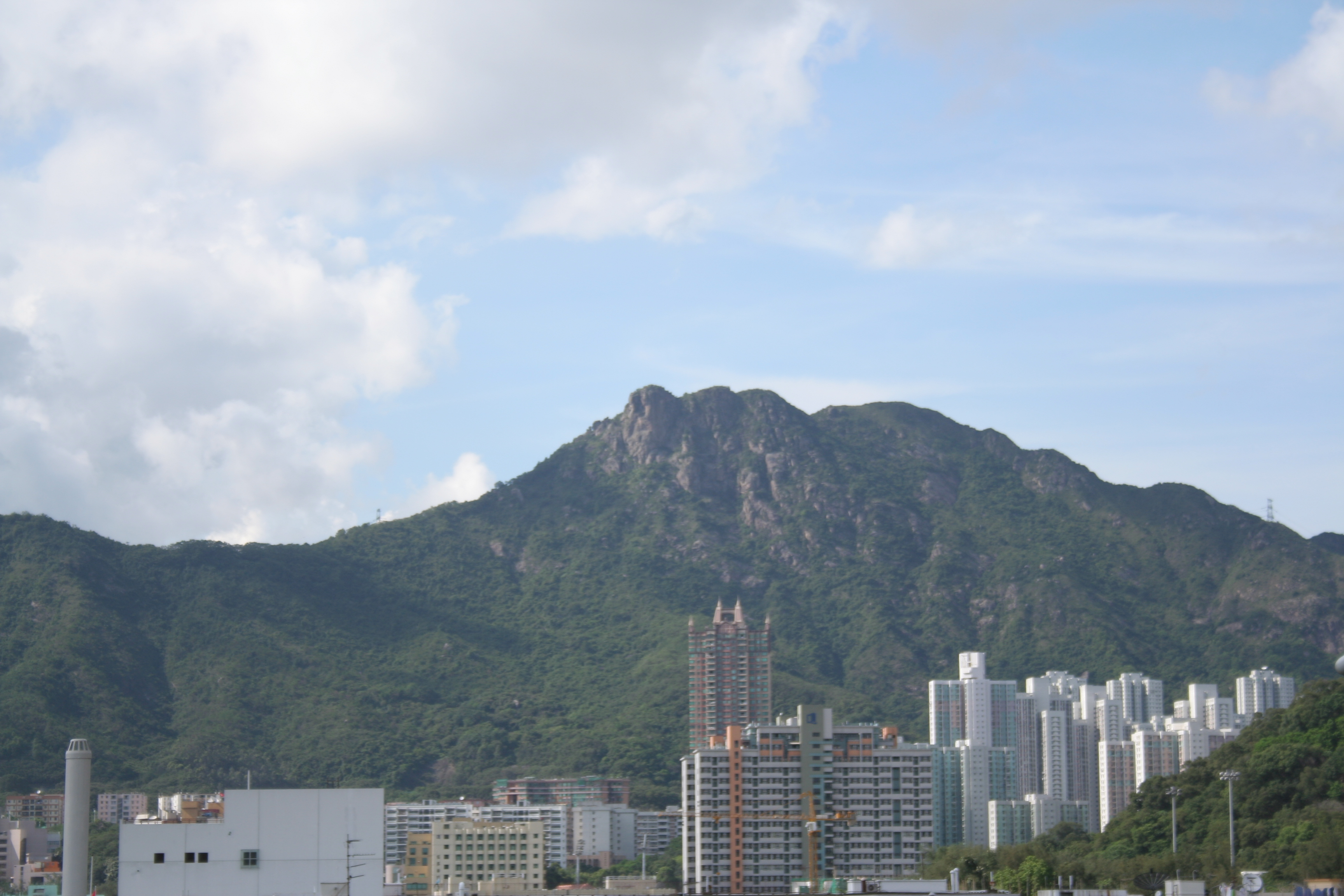
사자산도 홍콩의 상징이다. 홍콩인들은 "사자산 아래"(獅子山下)라는 용어를 사용하는데, 이는 20세기 후반 홍콩에 대한 그들의 집단 기억을 의미한다.

- 홍콩학
- 홍콩의 거리 공연

### 홍콩의 상징
- 홍콩 난초
- 사자산

### 기타 홍콩 문화
- 사자산 정신 (일명 "홍콩의 핵심 가치"; 香港核心價值)
- 홍콩의 위안춘
- 광둥 결혼식
- 광둥 혼전 풍습
- 빌런 히팅
- 뼈 수집
- 홍콩 키즈 현상
- 응아이 종
- 홍콩의 전당포

### 홍콩 문화 정책
- 홍콩 문화 정책
- 여가 및 문화 서비스부
- 홍콩의 박물관

### 관련 문화
- 광둥 문화
- 영국의 문화
- 중국의 문화:
  - 중국 신화
  - 마작 문화

## 추가 자료
- Chan, Ka-yan and Jennifer Kwok. "위기에 처한 홍콩 문화와 방언" (아카이브). 버시티. 홍콩 중문 대학 언론 및 커뮤니케이션 학과, 2010년 11월. 117호. 40-43쪽.
- Cheung, Kwok-hung Stephen (張國雄). "도시 환경의 전통 민요: 홍콩 타이포의 하카 산가 연구" (아카이브). 홍콩 대학, 2004. - 정보
- 홍콩 TV 및 영화 출판 데이터베이스, 1946년부터 1997년 사이에 출판된 풀텍스트 출판물(현재 1,850개 이상)의 증가하는 컬렉션. 홍콩 침례 대학 도서관에서 개발